# AK-12突击步枪
AK-12（羅馬化：Avtomat Kalashnikova 2012，直译：「2012年式卡拉什尼科夫自動步槍」）是一系列由俄罗斯卡拉什尼科夫集團（前稱伊茨瑪希工廠）接收到俄羅斯軍隊對AK槍族常見缺陷的意見并作出改進及生產的現代化突击步枪，自2010年公開起不斷改進。這是俄羅斯AK槍族系列突擊步槍的最新衍生型，並提出可能普遍地發配給俄羅斯軍隊每一單位。該步槍的目的是最終取代俄羅斯軍隊和其他政府部隊服役的前數代的卡拉什尼科夫5.45×39毫米突擊步槍。目前該推出兩種衍生型，分別是發射5.45×39毫米（M74）苏联口徑步枪子彈的AK-12本型（俄羅斯國防部火箭炮兵裝備總局代號：6P70／6П70）和發射7.62×39毫米（M43）蘇聯口徑步槍子彈的AK-15（俄羅斯國防部火箭炮兵裝備總局代號：6P71／6П71）。
2013年9月尾，俄羅斯國防部決定不採用AK-12。但接下來的2014年12月，又宣佈AK-12已經通過國家測試。AK-12與A-545（現代化的AEK-971）共同屬於勇士單兵作戰系統計畫中替代目前制式AK-74突击步枪的候選。該槍有多種正在研製的衍生型：AK-12K（一度被推測為「AKU-12」）、RPK-16（一度被推測為「RPK-12」；其後西方又一度將其誤認為是「RPK-400」，實為RPK-16的基本原型）、SVCh（一度被推測為「SVK-12」）、PPK-12和AEK-12。
儘管早期的原型槍是以AK-200為基礎，AK-12和AK-15的最終投產的型號卻改以更可靠的AK-400為基礎。

## 歷史
近多年來可以頻頻發現眾多俄羅斯作戰部隊自行購買市場上的配件，例如戰術導軌護木、伸縮式槍托或是全息瞄準鏡、反射式瞄準鏡、棱鏡式瞄準鏡等瞄準裝置，並用以改裝手中的AK系列步槍。可是，由於傳統型AK系列步槍的機匣蓋材料較輕薄，無法整合MIL-STD-1913戰術導軌以直接安裝瞄準裝置，因此使用者只能以機匣左側裝上的俄羅斯標準的光学瞄准镜導軌充當轉接部件以安裝帶有MIL-STD-1913戰術導軌的瞄準鏡座。而這樣一來，不完全分解（野戰分解）時要先拆卸瞄準鏡座才能打開機匣蓋，而且由於這些瞄準鏡座都不長，因而無法使用前後串連式安裝配置模式。

### AK-200
2009年，伊茨瑪希工廠推出了一種整合了MIL-STD-1913戰術導軌的新型加厚機匣蓋，並在新型機匣蓋後端增加了固定裝置，將機匣蓋牢固鎖定。這樣就使機匣蓋不會在射擊震動時跳動或移位，繼而能夠直接在機匣蓋上安裝瞄準裝置。
2010年5月25日，俄羅斯多個新聞媒體發表了一份報導，俄罗斯联邦国防部（英語：Russian Defence Ministry）將會在2011年對AK-200突擊步槍進行測試。AK-200的示範型號已經在俄羅斯总理普京正式訪問伊熱夫斯克視察具歷史的伊茨瑪希機械及武器製造工廠的產品期間呈送給普京。
最初呈送給普京的AK-200表面上是以使用5.45×39毫米M74口徑的AK-74M為基礎（一說是7.62×39毫米M43口徑的AKM），加上經過改進的外部設計，其中最大的改進是深受著俄羅斯專家和專業軍事單位的一致建議所影響。
“AK-200”系列突击步枪最初是在2009年左右研制，為對現有的“AK-100”系列的改进版本，當中大多数改进都集中在人体工程学上。然而，在2011年左右，AK-200的开发被暂时擱置，後來在2016年左右重启。截至目前，AK-200系列突击步枪包含了三个口径的完整系列（分別為5.45×39毫米、5.56×45毫米和7.62×39毫米），用于出口销售和国内执法用户。最初的“AK-200系列步枪”以AK-74M1，AK-101M，AK-102M等名称推出。然而自2018年以来，它們都被正式命名为AK-200、AK-201、AK-202、AK-203、AK-204，直到AK-205。

### 被AK-12取代
可是，俄羅斯軍隊內部流傳出來的消息卻是士兵們對AK-200感到失望。因為除了表面改裝以外就完全沒有創新，性能方面亦沒有提高，精度及創新都不如AN-94。而且新加附件導致重量增加，外形也變得難看。
結果，伊茨瑪希工廠中止了AK-200的研製。在2011年11月，AK-200被重新研製的AK-12所取代，槍身經過更多修改。AK-200則為AK-12原形。2012年1月，AK-12正式亮相。2012年3月初，根據俄羅斯媒體報導，俄羅斯官方已經表示將AK-12作為俄羅斯軍隊及警察的新一代步槍。

### AK-12測試

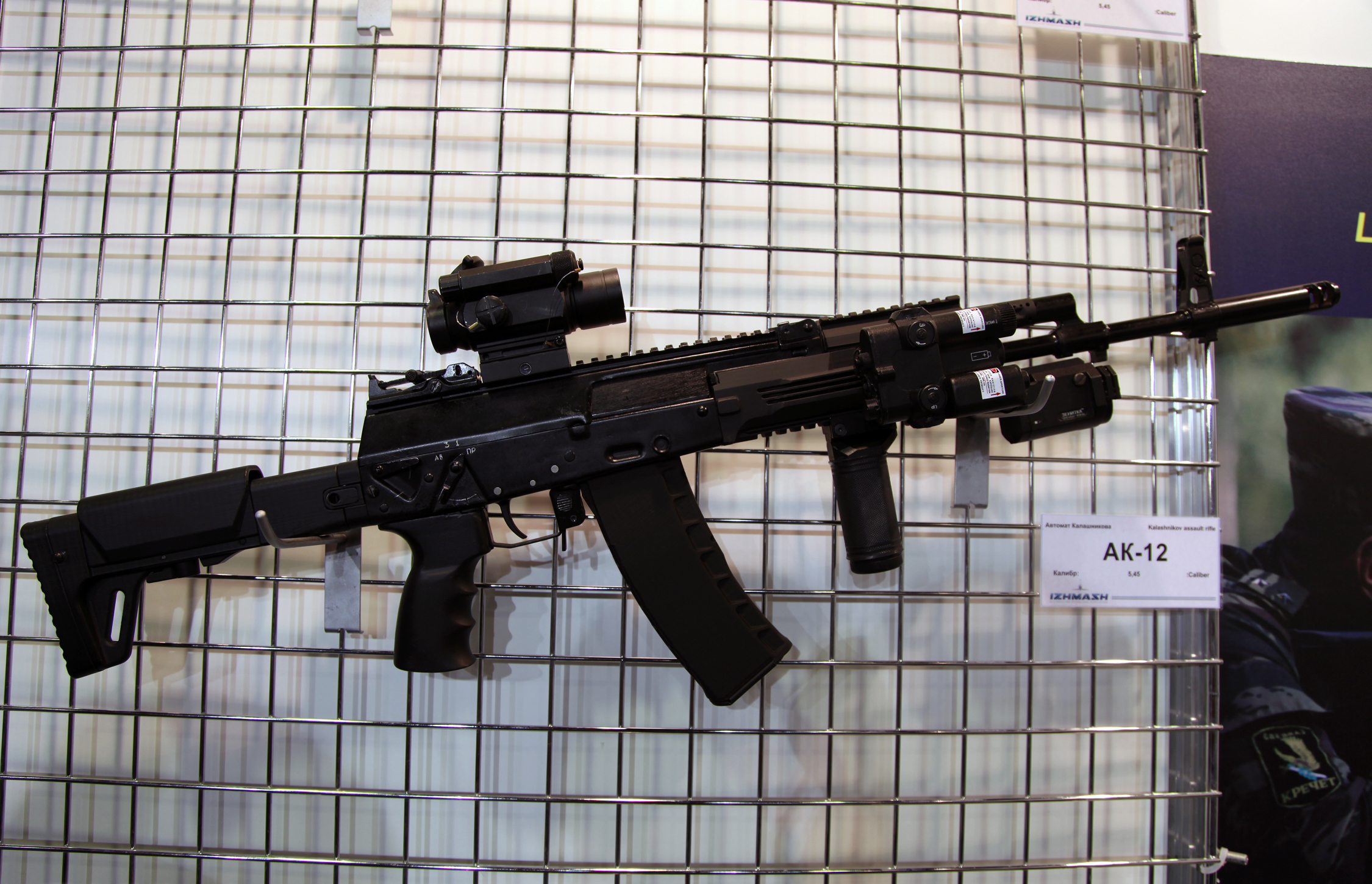
AK-12原型槍

可是，俄羅斯國防部副部長卻宣布，俄羅斯軍隊將不會購買AK-12，因為他們有數百萬枝AK-74的存量，以及對伊茨瑪希工廠的財務狀況的關注。儘管如此，俄羅斯在2012年11月2日開始步槍的試驗。主要是測試當AK-12暴露在刺骨嚴寒、沙漠高溫、潮濕、灰塵和碰撞等情況以下的可靠性。直到11月23日，大約完成了80％的測試。在這些最初期的測試期間，AK-12被發現有一個“範圍缺陷”。問題的具體則並沒有透露，因為這被他們認為是“開發者的機密信息”。伊茨瑪希工廠方面報告說，這個故障是可以解決的，而試驗就精確地強調了其在設計上的弱點將會被納入。直到11月30日，已經完成了AK-12的初步測試。伊茨瑪希工廠正努力解決在步槍進行試驗的過程中發生的問題。儘管俄羅斯軍隊已經發出聲明，他們不會在不久的將來採用一種新型步槍，國家級驗收測試將於2013年6月初開始，2013年年中結束。由於AK-12系列將於2013年年底之前正式開始系列批量生產，伊茨瑪希工廠會為國家試驗準備30枝原型槍。如果試驗順利，他們有能力向買家每年生產10,000枝步槍。
2013年9月16日，俄羅斯軍事工業事務監察委員會副主席宣稱，俄羅斯陸軍將會在2014年開始接收5.45毫米和7.62毫米口徑的AK-12突擊步槍。新型步槍將會連同新型手槍、機槍和狙擊步槍一起投入服務。這時AK-12具有近20個不同的基本平台修改而成的版本。國家試驗將於2013年秋季開始。然而，在2013年9月23日，《消息報》的一篇短報道中寫到：根據某匿名消息來源，由於在初步測試中發現了缺陷，AK-12將不會被採用，甚至不進行國家測試。但這條新聞可能指的就是2012年底至2013年初試驗中暴露的問題。該公司認為，他們可以使該槍通過國家測試。AK-12的設計原意是取代前三種AK型號並且標準化俄軍突擊步槍。而政府拒絕了AK-12的真正原因是國防部高級指揮官表示，他們已經有數以百萬計的AK-74M型號的庫存，所以根本沒有裝備一款新型步槍的迫切需要。而執法機構則將會繼續該槍的試驗。
為了回應政府讓AK-12獲得採用，卡拉什尼科夫集團正在計劃為國防部和俄羅斯軍隊研發一支AK-74的現代化主戰步槍，雖然關於AK-74的現代化方面沒有正式公佈。該現代化的AK-74型號也可用於出口，尤其是美國，該公司擁有最大的民用槍支市場。然而，2014年7月16日，時任美国总统奧巴馬簽署了一項行政命令，禁止俄羅斯製造的武器進口美國，以制裁俄羅斯對烏克蘭的侵略。
然後，2014年12月23日，俄羅斯媒體報導，俄羅斯陸軍宣布AK-12以及A545已經通過了國家靶場的沙漿驗收試驗，這兩種突擊步槍可能將於2015年3月份同時裝備實戰單位並且作出進一步的野戰試驗，並會根據野戰試驗的結果來決定誰將是俄羅斯軍隊未來的制式步槍。2014年底，軍事工業事務監察委員會副主席奧列格·博奇卡廖夫在接受塔斯社採訪時亦曾透露，雖然AK-12的性能和A545很接近，但更容易製造，因此AK-12中選的機會稍多。
最終在2015年1月26日，俄羅斯傳出了AK-12告捷的消息。國防副部長尤里·鮑里索夫證實，俄羅斯國防部已經作出了正式採用AK-12的決定，但也隨即又宣布將AK-12的裝備推遲一年。雖然真正的原因尤未可知，但很可能與AK-74的庫存量太大、沒有換裝武器的迫切需求以及經費有關，而卡拉什尼科夫集團在這期間全年仍在繼續對AK-12進行改進。

### AK-400

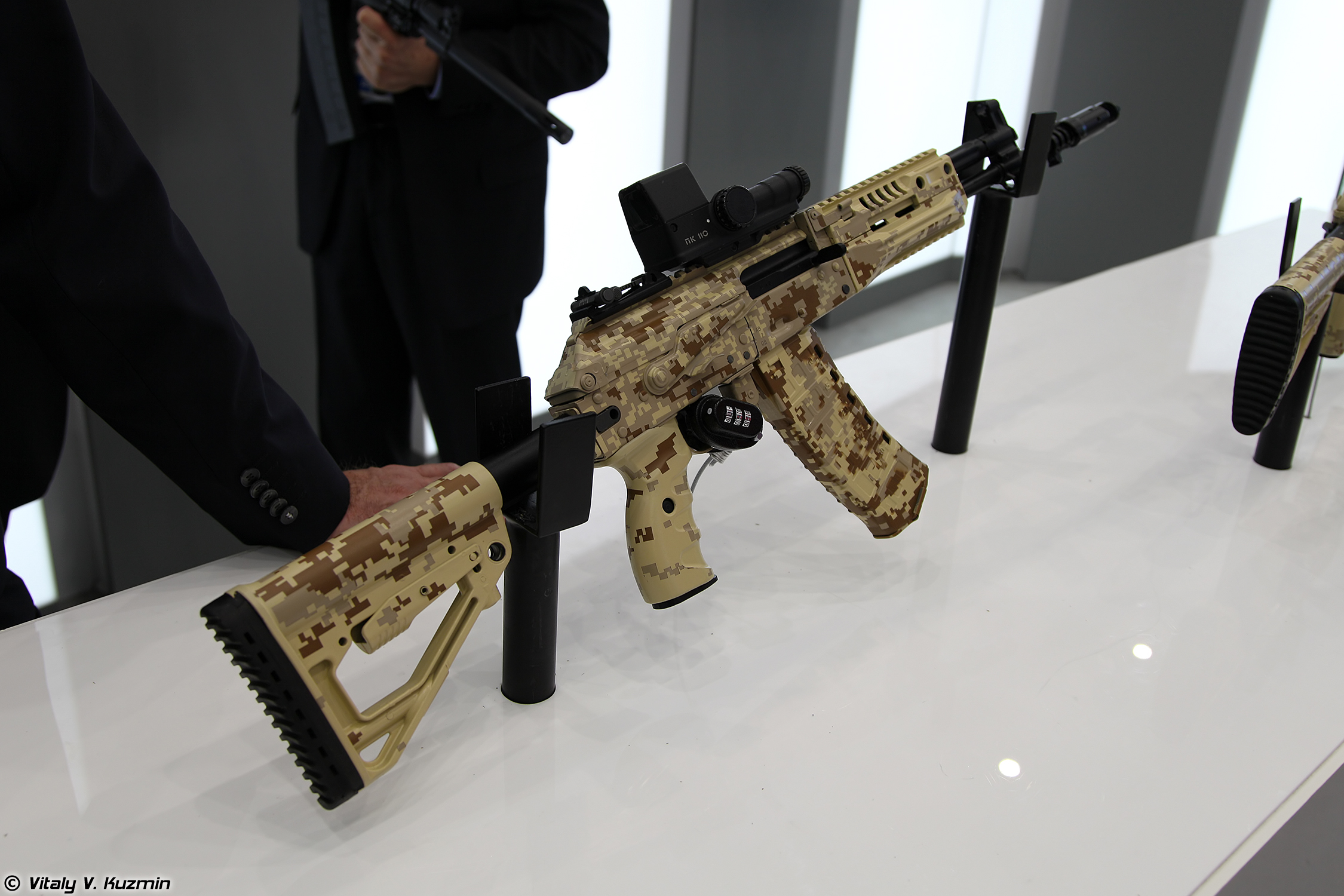
2016年公佈、以AK-400為原型的AK-12。

2016年9月6日，卡拉什尼科夫集團公開AK-12的最終投產型，它是以久經考驗的AK-400改進而成，並已取代了先前的原型槍。該武器目前有兩種型號，分別為5.45×39毫米口徑的AK-12和7.62×39毫米口徑的AK-15。卡拉什尼科夫集團還推出了一種新型5.45×39毫米口徑輕機槍／班用自動武器型，是為RPK-16。它沿用了傳統的卡拉什尼科夫式佈局和設計，並引入了來自AK-12計劃當中的新技術和人體工學。另外還有報導說，AK-12和AK-15的最終投產型已經在俄羅斯軍隊進行軍隊試驗，在那裡它與捷格加廖夫A-545和A-762平衡自動反衝槍機式突擊步槍競標。俄羅斯國防部並無最終說明AK-12和AK-15突击步枪在“勇士計劃”試驗中的結果，但他們的機會已被認為相當不錯。
2017年3月，俄羅斯聯邦副總理德米特里·罗戈津，接受媒體國際文傳電訊社採訪問及勇士單兵作戰系統計畫時回答計畫的兩個競爭候選者AK-12和A-545並不會出現僅有一方「獲勝」的情況，羅戈津表示較為便宜的AK-12在換裝一般部隊上擁有許多優勢，而結構較複雜、功能較豐富以及較為精準的A-545則比較適合特種部隊、國家近衛軍、以及邊防軍裝備，考慮在不同的部隊採用不同的型號。
據報在2017年6月，AK-12和AK-15的最終投產型已完成俄羅斯軍隊的測試，並將為其於俄軍服役鋪路，成為勇士計劃的一部份。2017年12月，AK-12和AK-15都完成了測試。2018年1月，正式宣布AK-12和AK-15都已獲俄羅斯軍隊採用。

## 設計細節

### 取消的原型槍（AK-200衍生槍）
呈送給普京的AK-12原型槍（當時稱為AK-200突擊步槍示範型號）表面上是以使用5.45×39毫米M74口徑的AK-74M為基礎，加上經過改進的外部設計，其中最大的改進是：與目前西方國家的各種机枪、步枪及冲锋枪一樣，在機匣蓋後端和照門的位置增加了固定裝置以裝上MIL-STD-1913戰術導軌橋架以避免射擊震動時跳動，而在護木上亦整合了戰術導軌，這使得AK-200可以裝上對應導軌的多種模塊化戰術配件，當中包括：先進的光学瞄准镜及夜視鏡的組合、戰術燈、雷射指示器、前握把、兩腳架和榴彈發射器這些戰術配件。而另一種改進，就是配備一種類似M4卡賓槍的可調節伸縮槍托。

### 改進的原型槍（AK-12初始型步槍）
在改進為AK-12初始型步槍以後，結構和細節上都作出了許多重新設計。雖然AK-12原型槍仍然稱為卡拉什尼科夫系列自動步槍，但事實上這步槍的結構已經與其他卡拉什尼科夫步槍關係不大。而且其與僅僅作表面修改的AK-200不同，AK-12原型槍可是從內到外都經過眾多修改甚至重新設計。AK-12原型槍採用了模块化設計，可通過裝上不同的槍管和其他部件，衍生出20 多種分別發射不同口徑子彈、能夠適應各種戰鬥任務的型號，包括步槍和機槍。但AK-12原型槍的模塊化設計只是達到用於生產上的設計的等級，並不是野戰使用上的設計；即是為了更容易生產成為不同武器類型，而非方便一般士兵於野戰條件以下自行轉換口徑或武器類型。

#### 操作原理
AK-12原型槍的操作原理雖然是傳統型卡拉什尼科夫樣式長行程活塞氣動式和轉拴式槍栓閉鎖機構，但重新設計了其槍機系統。其拉機柄也有所改變，從槍機槓的下方改成在上方兼且位置前移；而且不再與槍機機框呈現一體化式設計，而是改為可拆卸式，並可以根據使用者的喜好安裝於左右其中一側。同時，AK-12原型槍的拋殼口則比AK-100、AK-200的拋殼口有所縮小。
2013年版本的AK-12樣槍的另一項改進是重新設計了槍機拉柄。將先前的原型槍採用可左右互換的分離式拉機柄改回與活塞桿一體的結構（保留了可左右互換的設計）。推斷原因是俄羅斯軍方不接受分離式的拉機柄設計，一是擔心這樣細小的零件在野戰分解中容易丟失，二是經不起粗暴操作（例如槍機被冰雪凍住後可能要用腳使勁踹）。改進以後需要更換拉機柄方向時需要把槍機機框取出來，把活塞桿向順時針或逆時針方向旋轉180°。而且2012年樣槍上的拉機柄槽是裸露的，而2013年的樣槍則增加了防塵蓋。2014年的樣槍還縮小了拋殼口，以更方便操作。

#### 版本和口徑
AK-12原型槍的輕型版本具有通過對換槍管改變口徑的能力。標準口徑為5.45×39毫米，並可以修改為7.62×39毫米蘇聯口徑和5.56×45毫米北約口徑子彈。並預期會加入其他的中间型威力枪弹。而重型版本則發射更大的7.62×51毫米北約口徑子彈。

#### 快慢機
位於機匣右側、在保險位置時亦作為防塵蓋的一部份的快慢機選擇桿已經被位於手槍握把之上的快慢機桿所取代，而且手槍握把的左右兩側都有設置，因此左右兩手都可以由拇指輕鬆地激活操作。快慢機設有半自動、三發點放和全自動這三種發射模式，全自動射擊的理論射速為600發／分鍾，而三發點放則為1,000發／分鍾。
2014年版本的AK-12樣槍在局部細節上有所改動。比如兩側設置的快慢機標記由俄文字母和數字組合改為槍彈形狀圖形，而且圖形呈半圓弧狀排列在快慢機周圍，從後到前依次為保險、單發、三發點放和連發，不過在三發點放的標記上畫的是兩發子彈，實際打出的是三發點放。2015年版本的AK-12樣槍上的快慢機桿則是有所延長。

#### 機匣蓋
AK-12原型槍的機匣蓋為重新設計的，與AK-100、AK-200的機匣蓋完全不同，形狀和固定方式都有所改進。由於安裝牢固，照門的位置已經由機匣蓋的前面轉移到機匣蓋的後方，其頂部也整合了MIL-STD-1913戰術導軌。快慢機後面的小杠桿為鎖緊機匣蓋的裝置。
2013年版本的AK-12樣槍的機匣蓋和護木進行了重大修改，就如同現在AR系武器流行的全長皮卡汀尼導軌一樣，AK-12原型槍把導軌從機匣向前延伸至護木上。原來的頂部導軌是由機匣頂部導軌和上護手木頂部導軌兩部分組成，2013年時開始則是一個整體。因而也同時取消了上護手這個部件，這樣的設計能降低前後兩個連接點的高度誤差。2014年版本的AK-12樣槍上，機匣蓋上的快慢機標記全部下移並刻印到機匣快慢機桿周圍。2015年版本的AK-12樣槍上，機匣蓋也因遷就快慢機桿的改進而重新將變成槍彈形狀圖形的快慢機標記上移回機匣蓋並刻印於其底部，4個標記位置更集中而且標記刻印得更規整、更清晰。

#### 槍管
AK-12原型槍改進了槍管膛線，槍管製造精度和結構設計都會比過去會有所改善，以提高精度以及降低後座力和槍口上揚；槍口以上裝有的膛口裝置改為細長的新型制退器，而且具有發射國外22毫米槍榴彈的能力。
2014年版本的AK-12樣槍上，還將槍口制退器的外形有所改變，以更方便操作。2015年版本的AK-12樣槍上，則是把準星座向後移到導氣箍上，將槍管因受到機械壓力的可能性而畸變的方差減至最低。

#### 護木
AK-12原型槍的護木上下都通過螺絲加裝MIL-STD-1913戰術導軌，這與西方國家的一體化式導軌護木樣式不同。左右兩側的戰術導軌為槍管上。護木底部的MIL-STD-1913戰術導軌不影響AK-12原型槍裝上GP-25系列榴彈發射器。
2013年版本的AK-12樣槍的機匣蓋和護木進行了重大修改，就如同現在AR系武器流行的全長皮卡汀尼導軌一樣，AK-12原型槍把導軌從機匣向前延伸到護手上。因而也同時取消了上護木這個部件，僅保留下護木。機匣蓋與機匣的前連接點改為下護木的“T”字形楔形槽而非鉸接，以進一步提高了穩定性。

#### 槍托
AK-12原型槍的槍托既可以折疊，又具有4段伸縮位置以調節長度，可以適應不同身高臂長的射手或穿上厚重防彈衣時可以縮短至舒適的長度。而且槍託的抵肩點處於槍管軸線上，這樣就能更容易控制後坐力。槍托上更具有一塊可調節高度的托腮板和可調節上下的槍托底板（英語：Recoil pad），前者可讓使用者裝上不同類型的光学瞄准镜而非使用機械瞄準具的時候，適當地調節貼腮板高度以獲得比較舒適的瞄準基線高度。
2013年版本的AK-12樣槍的另一項較大的改變是伸縮式槍托，初期型AK-12的槍托不使用時可向右折疊而且設計有可調節高度的貼腮板。但2013年重新設計的槍托取消了這塊貼腮板，而且改為向左折疊。其實向右折疊更符合人體工程學，然而俄羅斯軍隊多年來早已經習慣了向左折疊槍託的AK-74系列步槍，這樣的改變應該是遷就俄軍的使用習慣。

#### 供彈方式
AK-12原型槍的5.45×39毫米M74口徑型通過標準型AK-74M的30發彈匣供彈，亦可接受來自RPK-74的45發彈匣。7.62×39毫米蘇聯口徑（M43）版本則與AKM／RPK的30、40發彈匣和75發彈鼓兼容。而專門為AK-12而研製的供彈具，包括30發連槍機捕捉器型彈匣、60發可拆式四排彈匣和95發彈鼓亦正在開發。
2014年版本的AK-12樣槍上，還重新設計了彈匣卡榫，將其加大以更方便操作。

### 最終投產型（AK-400衍生槍型）

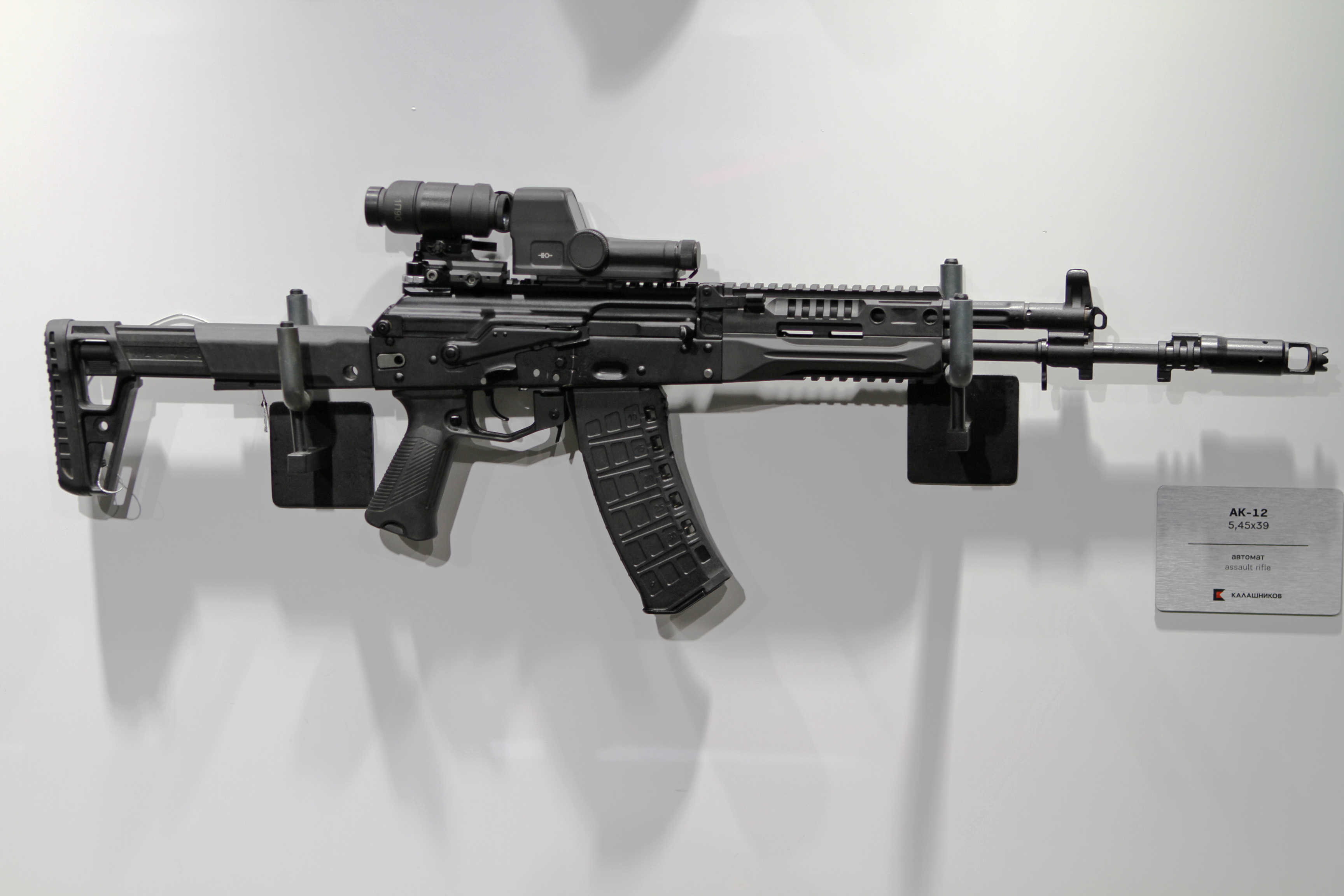
在ARMY-2020展覽會上更新的AK-12的最終生產型，它是以AK-400為原型。裝有經重新設計的聚合物槍托、手槍握把、扳機護環和新型照門。相比2016版本更改了枪托，照门变短，握把变圆，在AK-19衍生型以上也可發現了這些新的升級。

AK-12的最終投產型主要有兩個版本，5.45×39毫米口徑的AK-12和7.62×39毫米口徑的AK-15，兩者顯然有著類似的設計。最终生產型解決了俄羅斯軍方對於早期原型槍在全自動射擊時所產生的問題和在成本上的擔憂，並預計生產成本將會更加便宜。它也吸收了許多當初為原型槍改進的設計，而且也改進了零件的強度和彈性。
AK-12和AK-15都保留了傳統的卡拉什尼科夫樣式全行程導氣式活塞系統以及轉拴式槍栓。兩款步槍都在經過重新設計的可拆式機匣蓋上加入了內置式皮卡汀尼導軌以用於安裝各種戰術配件。它們都配備一套備用機械瞄具，包括安裝在導氣管上的覆蓋式前柱型準星和安裝在皮卡汀尼導軌上的可調節式覘孔式後照準器，但2020版本的照门相比2016版本短。它們也配備了符合人體工學的手槍握把、可伸縮可摺疊的槍托，但2020版本的握把丶槍托相比2016版本有所改變，具有散熱孔的護木以及先進的槍口制退器。使用者能夠在這些步槍上裝上可拆式抑制器和刺刀。另外為了增加突擊步槍的戰鬥效率，使用者能夠在步槍的護木下裝上GP-25／GP-34槍掛式榴彈發射器。
比起早期的原型槍，這些AK-12的最終投產型在設計上與AK-74更具共通點，然而它並不是現有武器的翻新改進型。在步槍的機匣上有著明顯改進，例如：新增了更堅固的機匣蓋接駁口以及一根自由浮動式槍管。據稱這些步槍在俄羅斯政府要求進行的測試當中於各方面都超越了AK-74。

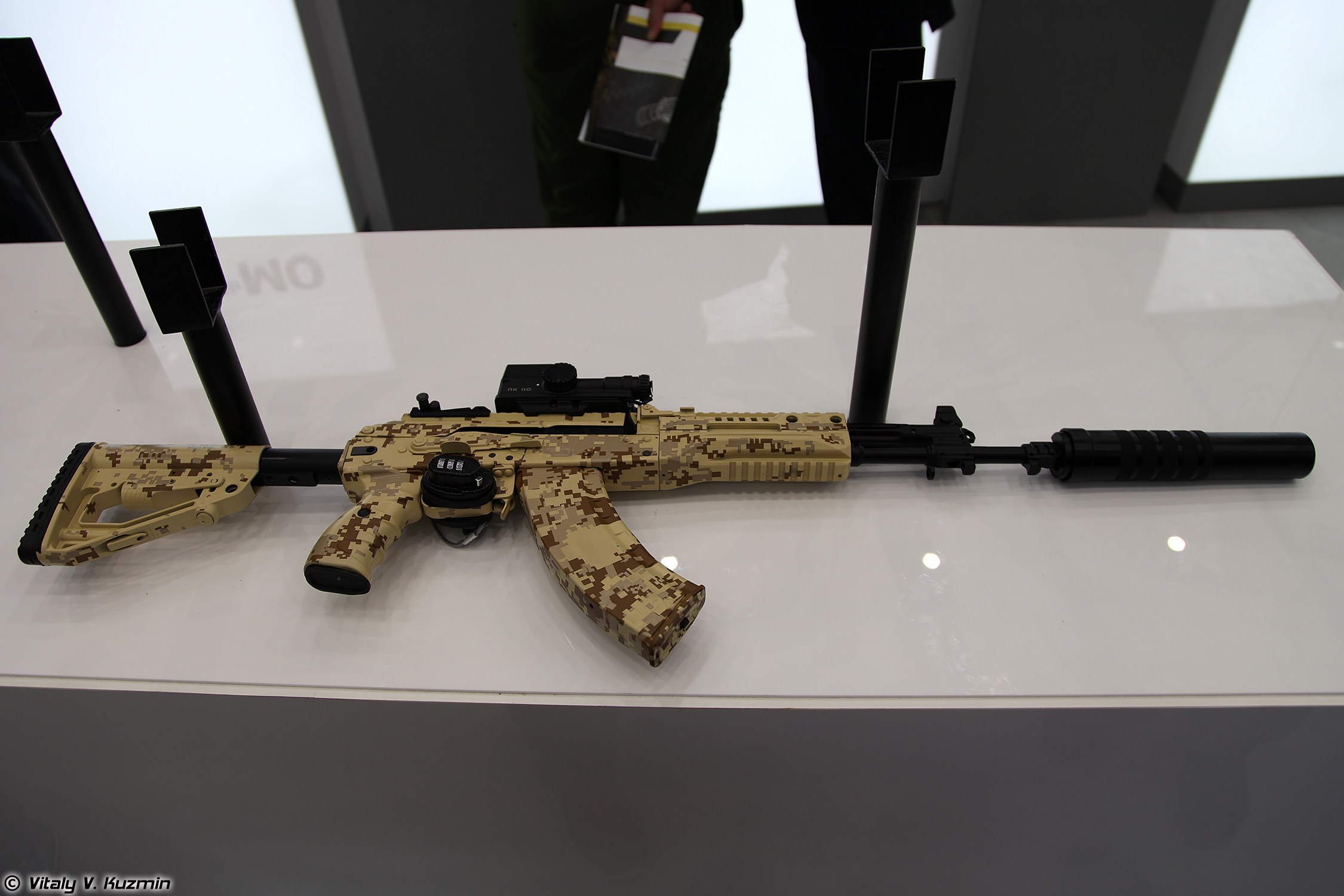
AK-15，同樣以AK-400為原型

AK-12和AK-15能夠以每分鐘700發的射速進行射擊，比起舊型號的AK步槍和AK-12的已取消原型槍的射速要高50–100發。原本在原型槍上的三發點放模式被兩發點放模式取代。

## 衍生型
AK-12計劃將會推出其出口版本。目前其可於民用市場上使用的型號也正在計劃中。目前正在實驗性質階段的自我潤滑纳米複合塗層也正在應用於AK-12步槍上測試。

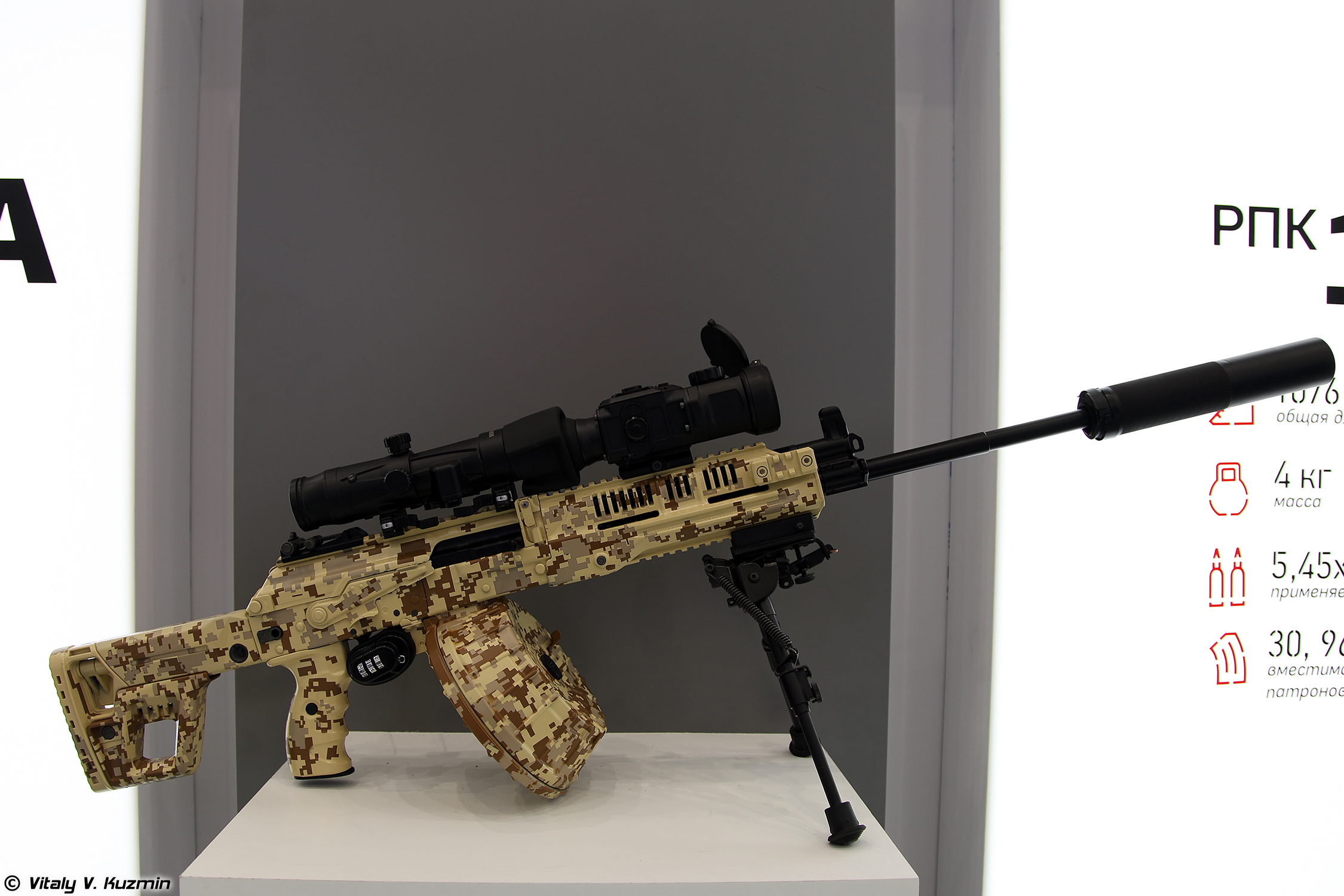
裝上了瞄準鏡組合、96發可拆卸式彈鼓和抑制器的RPK-16的右側視圖。

### 現有的型號

#### AK-12
據說AK-12 5.45×39毫米口徑突擊步槍的最終投產型更為可靠、更為精確，亦更適合俄羅斯最新的軍事要求。它以經過充分驗證的AK-400（基本原型）為藍本，並且採用5.45×39毫米蘇聯口徑步槍子彈。其槍管長度為415毫米（16.34英吋），射速為700發／分鍾，最大射程為800公尺（874.89碼，2,624.67英尺），標準彈匣容量為30發。它也兼容AK-74與RPK-74的彈匣和RPK-16的96發可拆卸式彈鼓。2018年公开的AK-12步枪获得了6P70M的GRAU编号，也是目前批量生产的型号。
在ARMY-2020展覽會上展示了更新型AK-12。更新內容並非主要的重新設計，而是圍繞人體工程學方面的改進，例如輕巧的聚合物製Ｌ形側向折疊6段可伸縮調調節槍托（可藉以調節其扳機拉距），符合人體工學的聚合物手槍握把和扳機護環，以及更新型的迴轉屈光式照門。

##### AK-12K
AK-12缩短型，空槍重3.4千克，战斗状态长度为810毫米，携行长度为570毫米，枪管长度为290±20毫米。
在ARMY-2017期間，卡拉什尼科夫集團展示了AK-12的縮短管卡賓槍型，AK-12K（一度被推測為AKU-12）的原型。
2025年6月27日，俄方第聂伯河集团军对其进行测试。

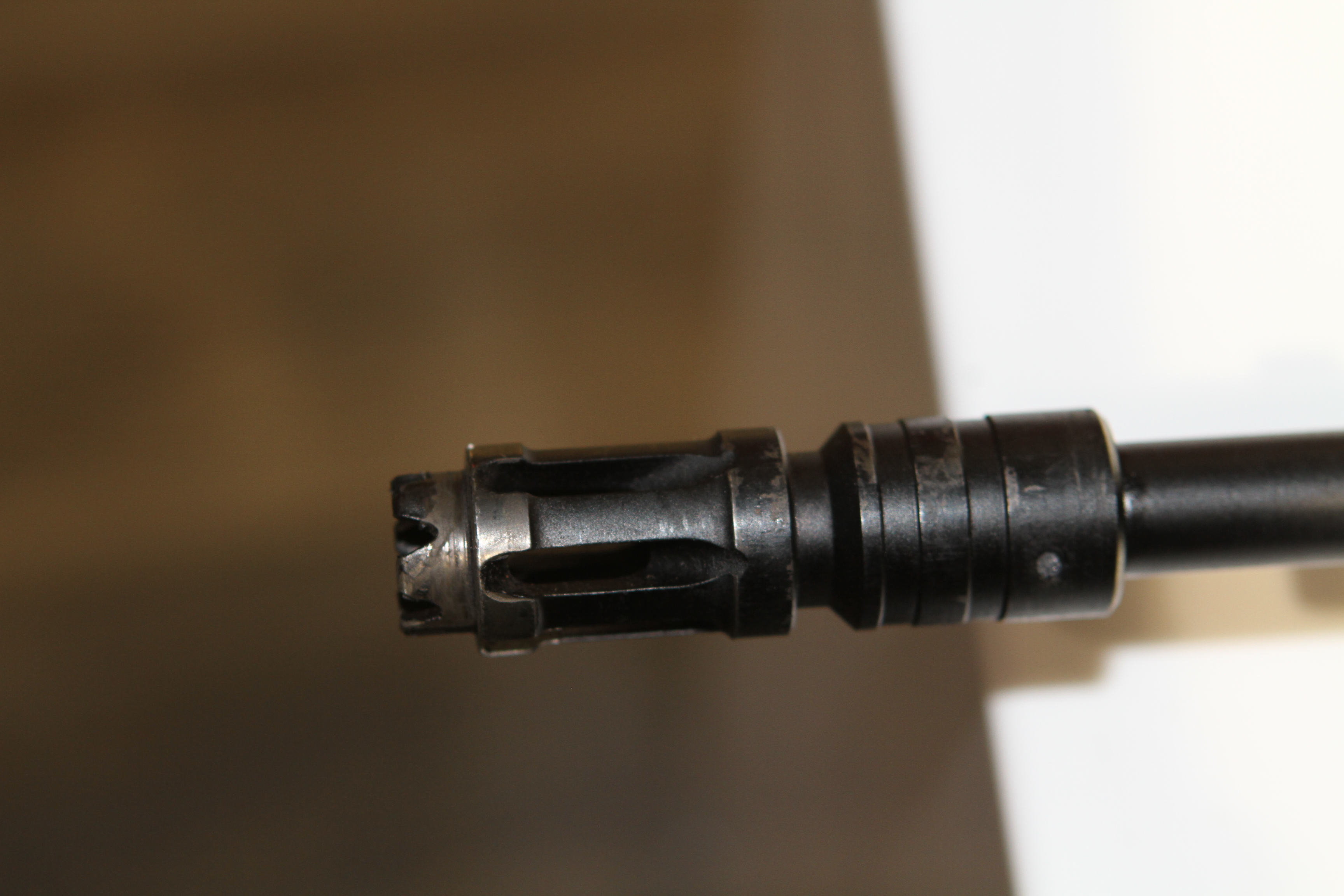
鳥籠型消焰器，附有用於AK-19的可快拆式抑制器的凹槽。

##### AK-12SK
AK-12紧凑型，空槍重3.2千克，战斗状态长度为750毫米，携行长度为500毫米，枪管长度为228±20毫米。

##### AK-12M1（AK-12 2023）
卡拉什尼科夫集团根据俄军在“特别军事行动”中的经验和反馈设计制造的最新版本，将在2023年正式推出，与AK-12 2016和AK-12 2020相比，AK-12M1再次修改了机械瞄具的设计，改用觇孔式瞄准，枪托增加了一个可调节的贴腮板，增加拇指快慢机並取消实用性不佳的兩發點放点射设计，采用双手可操作的手动保险杆，带刺刀架的枪口制退补偿器被开槽式消焰器取代，改用AK-19的不可拆式膛口装置以提高精度。AK-12M1不是正式的名称，该项目首席设计师德米特里·德拉贡诺夫建议使用AK-12 2023作为名称。然而新槍還未正式裝備部隊，問題很快就浮上水面。在其中一次測試期間，一名士兵使用安裝到AK-12M1的GP-25附加型榴彈發射器進行射擊後，步槍的槍托疑似因無法承受後座力而折斷；同時安裝到槍上皮卡汀尼導軌的倍率鏡亦因後座力而震鬆脫位並撞毀安裝在前方的全息瞄準鏡。

#### AK-15
據說AK-15（俄語：АК-15，意為：卡拉什尼科夫2015年自動步槍）7.62×39毫米口徑突擊步槍的最終投產型是由卡拉什尼科夫集團根據“勇士計劃”計劃而研製，亦計劃取代AK-103突擊步槍。它亦以經過充分驗證的AK-400（基本原型）為藍本，並且採用7.62×39毫米蘇聯口徑步槍子彈。其戰鬥重量為4.16公斤（9.17磅），全長為1,066毫米（42.0英寸），槍管長度為415毫米（16.3英寸），射速為700發／分鍾，槍口初速為715米／秒（2,345.8英尺／秒），最大射程為800公尺（874.89碼，2,624.67英尺），標準彈匣容量為30發。它也兼容AK、AKM、AK-103及RPK的彈匣和彈鼓。AK-12和AK-15之間的唯一區別就是它們的口徑。

##### AK-15K
在ARMY-2017期間，卡拉什尼科夫集團亦展示了AK-15的縮短管卡賓槍型，AK-15K的原型。

#### AK-19
在ARMY-2020期間展示的AK-19（俄語：АК-19，意為：卡拉什尼科夫2019年自動步槍）是一款基於AK-12平台的5.56×45毫米北約口徑突擊步槍，可應潛在的國際客戶的要求而研製。如同ARMY-2020展覽會上同時展示過的更新型AK-12那樣，AK-19的特徵是經過重新設計的聚合物Ｌ形槍托，經過重新設計的手槍握把和扳機護環，以及新型迴旋式照門。AK-19還具有鳥籠式消焰器，在其以上具有用於可快拆式抑制器的插槽。該步槍的重量為3.35千克（7.39磅），槍管長度為415毫米（16.34英寸），槍管膛線纏距為178毫米（7.00英寸），標準彈匣容量為30發。

#### RPK-16
RPK-16 5.45×39毫米口徑轻机枪／班用自動武器（一度被推測為RPK-12；其後西方又一度將其誤認為是「RPK-400」，實為RPK-16的基本原型）是RPK-74的現代化型，有望在俄羅斯武裝部隊之中發揮作用。它以傳統的卡拉什尼科夫佈局和設計為藍本，大量導入具有從AK-12計劃衍生而來的多項新型技術和人體工學特徵。隨AK-12與AK-15之後，2018年2月，正式宣布RPK-16亦已獲俄羅斯軍隊採用。

### AK-308

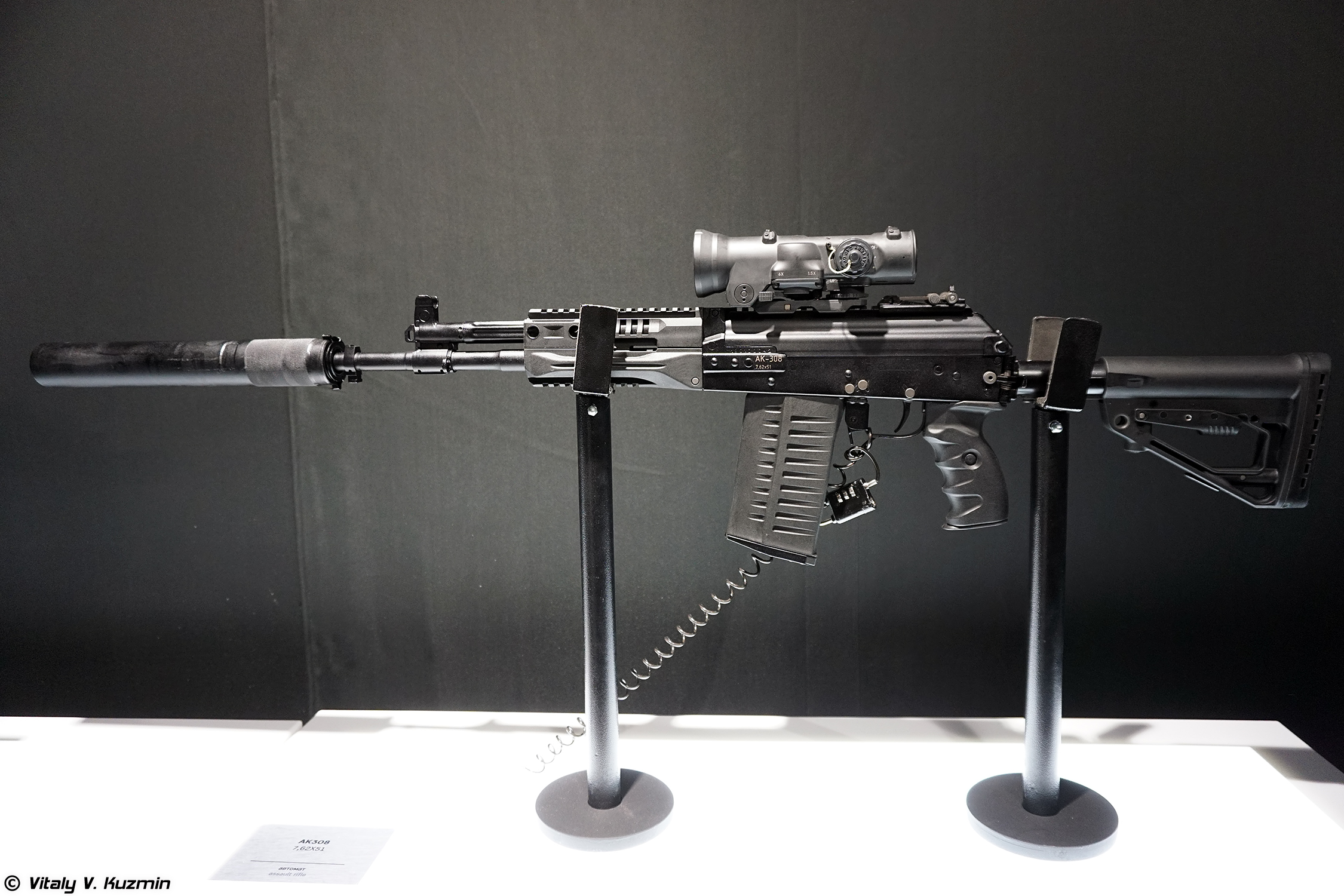
裝上了瞄準鏡和抑制器的AK-308戰鬥步槍左側視圖。

AK-308（俄語：АК-308，意為：卡拉什尼科夫.308口徑自動步槍）是在2018年，根據非俄羅斯潛在客戶的要求而研發的戰鬥步槍。它基於AK-103和AK-12，發射7.62×51毫米北約／.308溫徹斯特口徑步槍子彈。用於發射中間型威力步枪子彈的卡拉什尼科夫突擊步槍基本設計獲得延伸結構和加強強度，以承受由全威力槍彈所產生的額外槍栓推力。它裝有一根長達415毫米（16.34英吋）的槍管，重量為空槍4.1千克（9.04磅）至連空彈匣時為4.3千克（9.48磅），可以20或30發容量的彈匣供彈。此外，AK-308採用了覘孔式瞄具。它也能夠裝上AK-12所使用的附件。該步槍的總長度在880至945毫米（34.6至37.2英寸）之間。

### AKV-521
AKV-521（АКВ-521）是在2020年開始研發的AK-12民用衍生型，主要改進是把AK槍族原本的單一機匣改為類似西方槍械（尤其是AR-15系列）的上、下機匣設計，從而增加武器的模組化效能和戰術上的彈性。

### 尚未推出的型號
由於AK-12系統是設計來取代一些現有輕武器，AK-12還計劃將會開發以下的衍生型：
- PPK-12（冲锋枪型）；
- SVCh（前稱SVK-12，精確射手步槍型，目前僅生產其7.62×51毫米北約口徑型）；
- AK-12/76（12鉛徑散彈槍）。

AK-12突擊步槍系統的其他模塊化結構可能包括更換槍管的長度和口徑。除了5.45×39毫米M74以外，還有5.56×45毫米和7.62×39毫米M43，以及7.62×51毫米。伊茨瑪希工廠亦在AK-12原形型號上裝上大容量60發可拆式四排彈匣，目前其意見不一。

### 民用型
TR3為AK-12的半自動民用型，除了不可全自動射擊以外，兩者完全相同。

## 问题
根據Youtube頻道9-Hole Reviews的影片，AK-12有着以下问题：
- 防塵蓋在安裝瞄準器材後無法保持歸零，包括其原廠提供的機械瞄具。
- 因護木採用鬆動的設計令用戶在安裝鐳射瞄準器以後無法保持歸零。
- 該槍的兩發點放功能被質疑實用性，因其並非像AN-94般採用減退後座力的設計，故在兩發點放射擊時無法保證精度。
- 射擊選擇桿撥片設計得過緊，用戶很容易因用力過度而將其撥出機匣外。在烏克蘭作戰的AK-12就出現了該問題。
- 導氣桿改為固定式設計導致在使用腐蝕性彈藥後難以清理。
- 機匣左側取消了固定摺疊式槍托的卡槽，令槍托在摺疊時會很容易令槍背帶卡在機匣與槍托之間而影響使用。

另外，AK-12的實用性亦受到質疑，現時俄羅斯國內已有澤寧特（Zenitco）等專門生產AK升級配件的廠商，多個部門的俄羅斯特種部隊單位早已經成為其忠實客戶。批評聲音認為針對AK-74進行現代化升級改裝比起研發一款新武器更合乎經濟效益。

## 使用國
目前具規模使用AK-12步槍的只有俄羅斯一國，已廣泛列裝部份正規部隊，有少量已發售友俄國家並預計列裝。
- 亞美尼亞
  - 亞美尼亞武裝部隊（英语：Military of Armenia）（在當地授權生產AK-12及AK-15）[55]
- 白俄羅斯：在第5特別用途旅成立60周年之际，已有士兵装备AK-12并配备全息瞄準鏡。[56][57]
  - 白俄羅斯共和國武裝部隊
  - 白俄羅斯內衛部隊（英语：Internal Troops of Belarus）
- 布吉納法索
- 埃及
  - 埃及陸軍（採用AK-15）
- 朝鮮民主主義人民共和國
  - 俄方提供，由俄羅斯入侵烏克蘭的戰事中的北韓士兵使用[58][59]
- 利比亞
  - 利比亞國民軍
- - 卡塔爾武裝部隊（為AK-12，於2018年12月的閱兵儀式中首度亮相）[60]
- 俄羅斯
  - 俄羅斯聯邦武裝力量：作為勇士單兵作戰系統（俄語：Боевая экипировка "Ратник"）的一部份[61]。一般俄軍士兵則繼續裝備AK-74M直至2020年[62]。據指，俄軍目前已接收超過80,000套「勇士」單兵作戰系統，並將會在未來採購更多。[63]從2022年俄羅斯入侵烏克蘭期間可見AK-12已經廣泛地裝備俄軍部隊。
    - 俄羅斯陸軍
    - 俄羅斯海軍步兵
    - 俄羅斯空降軍

  - 俄羅斯聯邦國家近衛軍
- 叙利亚
- 乌克兰：於2022年俄羅斯入侵烏克蘭期間從俄軍方面大量繳獲並投入使用[64]。
  - 烏克蘭軍隊
  - 烏克蘭國民衛隊
  - 烏克蘭國家警察

## AK-12與現代世界相若的突擊步槍比較
|                        | 俄羅斯 · AK-12                            | 美国 · M16A4         | 比利时 · FN SCAR L-STD | 德国 · HK416 A5-16.5" | 德国 · HK G36              | 奥地利 · 斯泰爾AUG A3 | 義大利 · 貝瑞塔ARX-160 | 瑞士 · SIG SG 550      | 中華民國 · T91戰鬥步槍 |
| ---------------------- | ----------------------------------------- | -------------------- | ---------------------- | --------------------- | -------------------------- | --------------------- | ---------------------- | ---------------------- | ---------------------- |
| 外觀                   |                                           |                      |                        |                       |                            |                       |                        |                        |                        |
| 採用年份               | 2018年                                    | 2002年               | 2007年                 | 2005年                | 1997年                     | 2005年                | 2009年                 | 1990年                 | 2002年                 |
| 重量（不含彈匣），公斤 | 3.3                                       | 3.4                  | 3.545                  | 3.56                  | 3.63                       | 3.9                   | 3.1                    | 4.1                    | 3.17                   |
| 槍托伸展全長，毫米     | 945                                       | 1,033                | 900                    | 951                   | 999                        | 745                   | 920                    | 998                    | 880                    |
| 槍管長度，毫米         | 415                                       | 508                  | 368                    | 419                   | 480                        | 455                   | 406                    | 528                    | 406                    |
| 子彈                   | 5.45×39毫米 蘇聯口徑 5.56×45毫米 北約口徑 | 5.56×45毫米 北約口徑 | 5.56×45毫米 北約口徑   | 5.56×45毫米 北約口徑  | 5.56×45毫米 北約口徑       | 5.56×45毫米 北約口徑  | 5.56×45毫米 北約口徑   | 5.56×45毫米 北約口徑   | 5.56×45毫米 北約口徑   |
| 發射模式               | 半自動 兩發點放 全自動                    | 半自動 三發點放      | 半自動 全自動          | 半自動 全自動         | 半自動 全自動              | 半自動 全自動         | 半自動 全自動          | 半自動 三發點放 全自動 | 半自動 三發點放 全自動 |
| 發射速率，發／分鐘     | 600—700                                   | 700—950              | 550—650                | 700—900               | 750                        | 680—750               | 700                    | 700                    | 800-850                |
| 槍口初速，米／秒       | 900                                       | 948                  | 800                    | N/A                   | 920                        | N/A                   | N/A                    | 980                    | 840                    |
| 有效射程，米           | 625—800                                   | 600                  | 500                    | 500                   | 500                        | 450                   | 400—600                | 650                    | 400—600                |
| 彈匣容量，發           | 30 （60／95）                             | 30 （20／100）       | 30 （20／100）         | 30 （20／100）        | 30 （100）                 | 30 （42／100）        | 30 （20／100）         | 20 （5／10／30）       | 30 （42／100）         |
| 標準瞄準具型式         | 機械瞄具                                  | 機械瞄具             | 機械瞄具               | 機械瞄具              | 3倍光学瞄准镜 準直式瞄準鏡 | 1.5 倍光學瞄準鏡      | 開放式瞄具             | 機械瞄具               | 機械瞄具               |
| 步槍瞄準鏡安裝型式     | 皮卡汀尼導軌                              | 皮卡汀尼導軌         | 皮卡汀尼導軌           | 皮卡汀尼導軌          | 皮卡汀尼導軌               | 皮卡汀尼導軌          | 皮卡汀尼導軌           | 皮卡汀尼導軌           | 皮卡汀尼導軌           |
| 榴彈發射器             | GP-25／GP-30／GP-34                       | M203 M320            | FN40GL                 | HK AG-C/EGLM          | HK AG36                    | M203 HK AG-C/EGLM     | 貝瑞塔GLX-160          | SIG GL 5040            | T85                    |

## 流行文化

### 电子游戏
- 2004年—《特種部隊Online》：目前推出的樂透武器版本：
  - 戰馬WARHORSE AK200
  - AK200 MOD1
- 2008年—《戰地之王》：於2012年推出AK-12原形，命名為「AK200」，發射7.62×39毫米蘇聯口徑子彈，可裝上EOTECH全息瞄準鏡或ACOG光學瞄準鏡。更於2014年推出重型版本，命名為「AK-12」，使用7.62×39毫米蘇聯口徑子彈，台版則於2014年6月改版上架。一度是比赛选手常用步枪，于2015年惨遭削弱。
- 2008年—《穿越火线》：型號為AK-12初始型，在2.0版本进行添加，拥有切枪快，稳定高的优点，但奇怪地总体居然不如AK-47。拥有英雄版本“AK-12天启”，拥有获得上一次击杀自己的敌人武器的功能，奇怪的变为泵动式枪机上膛但仍然拥有全自动射击功能。
- 2012年—：型號為AK-12原形，命名為「AK200」，使用60發四排式彈匣供彈（儘管模型上很像是一個鼓出的30發Tapco彈匣），發射7.62×39毫米蘇聯口徑子彈，裝上Tapco摺疊式槍托，可以改用固定式槍托。
- 2012年—《戰爭前線》：型號為AK-12量產型，命名為「AK-12」，使用30發彈匣供彈，發射5.45×39毫米WP子彈，为步枪手专用武器，可以改装枪口配件（通用消音器、突击消音器、突击制退器、突击刺刀）、战术导轨配件（通用握把、突击握把、突击握把架、枪挂型榴弹发射器）以及瞄准镜（EOTECH 553全息瞄准镜、绿点全息瞄准镜、ELCAN SpecterDS瞄准镜、红点瞄准镜、步枪高级瞄准镜、Trijicon ACOG瞄准镜）。
- 2013年—：型號為AK-12初始型，最早於韓國版2014年3月13日時推出。在遊戲中使用啞黑色槍身、奇怪地發射7.62×51毫米北約口徑子彈、以30發容量彈匣供彈，並裝上了垂直前握把，命名為「Izmash AK-12」，以恐怖份子的專屬武器出現。中國大陸版於2015年4月22日時推出。
- 2013年—：型號為AK-12初始型、RPK-16、AK-12K、SVCh和AK-12/76：
  - AK-12初始型命名為「AK-12」（中文版則命名為「AK-12突擊步槍」），發射5.45×39毫米WP子彈，載彈量30+1發，初始攜彈量為124發，最高攜彈量為217發（聯機模式，連彈藥專業化）。單人模式之中由俄羅斯陸軍所使用，配備PKA-S、放大鏡（放大2倍）、重型槍管和折疊握把，亦可被美国海军陆战队精英小隊「墓碑」隊長丹尼爾·雷克（Daniel Recker）所繳獲；聯機模式時為美國、中國及俄羅斯三方「突擊兵」（Assault）的最初武器，被歸類為突击步枪，預設使用眼鏡蛇、雷射瞄準器和舒適握把，並可以使用防火帽、PSO-1（放大4倍）、斜視金屬瞄準器、直角握把、重型槍管、PK-A（放大3.4倍）、手電筒、腳架、制動器、PKA-S、放大鏡（放大2倍）、寛型握把、PBS-4消音器、下掛式榴彈發射器（突擊兵配件）以及七件戰鬥包附件（LS06消音器、R2消音器、ACOG（放大4倍）、FLIR（紅外線放大2倍）、稜鏡（放大3.4倍）、JGM-4（放大4倍）、土狼、全像、消光器、折疊握把、馬鈴薯握把、直立握把、綠點雷射瞄準器、紅外線夜視鏡（紅外線放大1 倍）、M145（放大3.4倍）、雷射／燈光組合、反射式、消音器、戰術燈、三光束雷射、HD-33當中之七）。
  - RPK-16命名為「RPK-12」（中文版則命名為「RPK-12輕機槍」），發射5.45×39毫米WP子彈，載彈量60+1發，以四排式彈匣供彈，預設具有兩腳架。僅在聯機模式登場，為「支援兵」（Support）的解鎖武器包武器之一，於完成小任務「支援專家」（獲得彈藥勳帶50次、使用任何輕機槍擊殺200人和獲得輕機槍勳帶10次）時解鎖，被歸類為轻机枪，並可以使用PKA-S、放大鏡（放大2倍）、防火帽、寛型握把、PK-A（放大3.4倍）、雷射瞄準器、制動器、眼鏡蛇、手電筒、舒適握把、PBS-4消音器、PSO-1（放大4倍）、直角握把、重型槍管以及七件戰鬥包附件（ACOG（放大4倍）、FLIR（紅外線放大2倍）、稜鏡（放大3.4倍）、JGM-4（放大4倍）、土狼、全像、消光器、折疊握把、馬鈴薯握把、直立握把、綠點雷射瞄準器、紅外線夜視鏡（紅外線放大1倍）、LS06消音器、M145（放大3.4倍）、雷射／燈光組合、R2消音器、反射式、消音器、戰術燈、三光束雷射、HD-33當中之七）。
  - AK-12K命名為「AKU-12」（中文版則命名為「AKU-12卡賓步槍」），發射5.45×39毫米WP子彈，載彈量30+1發，最高攜彈量為124發（單人模式）。僅在聯機模式登場，為所有兵種的解鎖武器包武器之一，於達到19,000點卡賓槍得分時才能解鎖，被歸類為卡賓槍，並可以使用眼鏡蛇、雷射瞄準器、舒適握把、防火帽、PKA-S、放大鏡（放大2倍）、寛型握把、PBS-4消音器、PK-A（放大3.4倍）、斜視金屬瞄準器、直角握把、重型槍管、PSO-1（放大4倍）、手電筒、腳架、制動器以及七件戰鬥包附件（ACOG（放大4倍）、FLIR（紅外線放大2倍）、稜鏡（放大3.4倍）、JGM-4（放大4倍）、土狼、全像、消光器、折疊握把、馬鈴薯握把、直立握把、綠點雷射瞄準器、紅外線夜視鏡（紅外線放大1倍）、LS06消音器、M145（放大3.4倍）、雷射／燈光組合、R2消音器、反射式瞄準鏡、消音器、戰術燈、三光束雷射、HD-33當中之七）。
  - SVCh命名為「SVD-12」（中文版則命名為「SVD-12狙擊步槍」），發射7.62×54毫米R子彈，載彈量15+1發，最高攜彈量為64發（單人模式）。單人模式之中能夠由美国海军陆战队精英小隊「墓碑」隊長丹尼爾·雷克（Daniel Recker）所使用；聯機模式時為所有兵種的解鎖武器包武器之一，於達到19,000點精確射手步槍得分時才能解鎖，被歸類為精確射手步槍，並可以使用PSO-1（放大4倍）、斜視金屬瞄準器、直角握把、重型槍管、眼鏡蛇、雷射瞄準器、舒適握把、PBS-4消音器、PKA-S、放大鏡（放大2倍）、寛型握把、防火帽、PK-A、手電筒、腳架、制動器以及七件戰鬥包附件（ACOG（放大4倍）、FLIR（紅外線放大2倍）、稜鏡（放大3.4倍）、JGM-4（放大4倍）、土狼、全像、消光器、折疊握把、馬鈴薯握把、直立握把、綠點雷射瞄準器、紅外線夜視鏡（紅外線放大1倍）、LS06消音器、M145（放大3.4倍）、雷射／燈光組合、R2消音器、反射式瞄準鏡、消音器、戰術燈、三光束雷射、HD-33當中之七）。
  - AK-12/76命名為「DBV-12」（中文版則命名為「DBV-12霰彈槍」），預設發射12G鹿彈，載彈量10+1發，最高攜彈量為36發（單人模式）。單人模式之中可於「揭開序幕」（Baku）戰役達到金牌時解鎖並且可由美国海军陆战队精英小隊「墓碑」隊長丹尼爾·雷克（Daniel Recker）所使用；聯機模式時為所有兵種的解鎖武器包武器之一，於達到59,000點霰彈槍得分時才能解鎖，被歸類為霰彈槍，並可以使用鴨嘴防火帽、眼鏡蛇、雷射瞄準器、寛型握把、全收束器、PSO-1（放大4倍）、斜視金屬瞄準器、直角握把、12G重彈頭、PKA-S、放大鏡（放大2倍）、改良收束器、12G鏢彈、PK-A（放大3.4 倍）、舒適握把、手電筒、12G破片彈以及七件戰鬥包附件（ACOG（放大4倍）、FLIR（紅外線放大2倍）、稜鏡（放大3.4倍）、JGM-4（放大4倍）、制動器、土狼、全像、折疊握把、馬鈴薯握把、直立握把、綠點雷射瞄準器、紅外線夜視鏡（紅外線放大1倍）、M145（放大3.4倍）、防火帽、雷射／燈光組合、反射式、戰術燈、三光束雷射、HD-33當中之七）。
- 2013年—：型號為AK-12初始型，命名為「AK-12」，黑色槍身，槍身刻有“7.62X39mm”和“G/PX-42M9 4/72”，後方以藍字寫有數字“12”，使用30發（戰役模式和聯機模式，聯機模式時可使用改裝：延長彈匣增至45發）和40發（滅絕模式）彈匣供彈，初始攜彈量為60發（聯機模式）和120發（滅絕模式），最高攜彈量為300發（戰役模式）、180發（聯機模式）和320發（滅絕模式）。戰役模式之中由「聯邦」（Federation）軍隊所使用；聯機模式時可以使用紅點鏡、ACOG光學瞄準鏡、全息瞄準鏡、可變倍率反射式瞄準鏡、熱能探測混合式瞄準鏡、追踪器瞄準鏡、消光器、消音器、制退器、前握把、槍管下掛式霰彈槍、槍管下掛式榴弹发射器、延長彈匣、穿甲彈、半自動（英语：Semi-automatic firearm）、三發點放；滅絕模式時以1,500點取得。
- 2013年—《2》：型號為2017年版本AK-12（預設），使用卡其色槍身，命名為“AK-17”，可在黑市購買後並另外花費自行組裝。
- 2013年—《3》：型號為AK-12初始型，被命名为“AK-12 7.62mm”。
- 2014年—：型號為AK-12初始型，命名為「AK12」，具備黑色槍身及使用AK-74的酚醛树脂塑料彈匣供彈，序列號碼為“BB41|000349”，槍身左側寫有數字“91”，發射5.45×39毫米蘇聯口徑子彈，載彈量30發（聯機模式可使用改裝：延長彈匣增至45發），初始攜彈量為90發（戰役模式和聯機模式），最高攜彈量為300發（戰役模式）和180發（聯機模式），戰役模式及聯機模式的部份衍生型的機械瞄具與前作相同。戰役模式之中由朝鲜人民军、尼日利亞武裝部隊和反科技恐怖組織KVA所使用；聯機模式時為標準突擊步槍，並可以使用紅點鏡、混合式瞄準鏡、自动对焦瞄準鏡、目標增強瞄準鏡、熱成像儀、ACOG光學瞄準鏡、雷射瞄準器、槍托、追踪器、前握把、消音器、抛物线麦克风、快速抽出握把、雙排彈匣、槍管下掛式榴弹发射器、延長彈匣。
- 2015年—《火線危機5（日语：タイムクライシス5）》：型號為AK-12初始型，裝上左手式拉機柄、Aimpoint紅點鏡、戰術燈、雷射瞄準器、垂直前握把和M4式可伸縮槍托，被Wild Dog的僱傭兵所使用，玩家不可使用。（玩家使用的則是M4A1卡賓槍）
- 2015年—《殺戮空間2》：型號為AK-12初始型，命名為“AK-12”，取代了前作的德拉科卡賓槍，預設裝上眼鏡蛇和垂直前握把。由突擊兵職階所使用。
- 2015年—：型號為AK-12初始型，命名為“AK-12”，由俄罗斯特种部队幹員所使用。
- 2016年—《少女前線》：型號為AK-12原型，將槍枝擬人化後成為「戰術人形」，同時為2018年活動「塌縮點」新增之主角人形之一；有著白色長髮，平時緊閉雙眼（設定上眼睛為強大的搜索與電子戰設備，平時將其關閉以避免不必要的負擔，關閉眼睛並不會影響日常生活），看似和善，但說話十分尖酸刻薄且句句見血；開啟技能『雪狼之眼』及重創時會睜開緊閉的雙眼，樣子前後兩極，有種反差萌的感覺，隷屬於主角小隊——忤逆小隊的電子戰特化人形。
  - 其後2020年更新中，新增AK-15以及RPK-16擬人化後的同名「戰術人形」，並且作為忤逆小隊的新成員登場。
- 2016年—《逃離塔科夫》：型號為2017年版本AK-12。
- 2017年—《硝云弹雨》：型号为AK-12初始型，作为“狂战士”职业可用武器之姿出现，命名为“恶棍”，奇怪的使用了AKS-74的折叠枪托，在狂战士职业等级达到12级时可解锁并使用。
- 2021年—《戰地風雲2042》：型號為2018年版本AK-12，命名為“AK24”，另可使用配件改裝成RPK-16及AK-15。
- 2021年-《暗區突圍》：命名為「AK-12突擊步槍」，曾經為勢力「特維拉」方的限定武器，版本更新後成為了市場上可供購買的武器之一，採用5.45×39毫米WP子彈
- 2024年—《三角洲行动》：命名为「AK-12突击步枪」，理論上可以利用如75發彈鼓等配件改裝成RPK-16輕機槍（遊戲內並無RPK-16），採用5.45×39毫米WP子彈。

## 圖集
- 2016年以前的原型

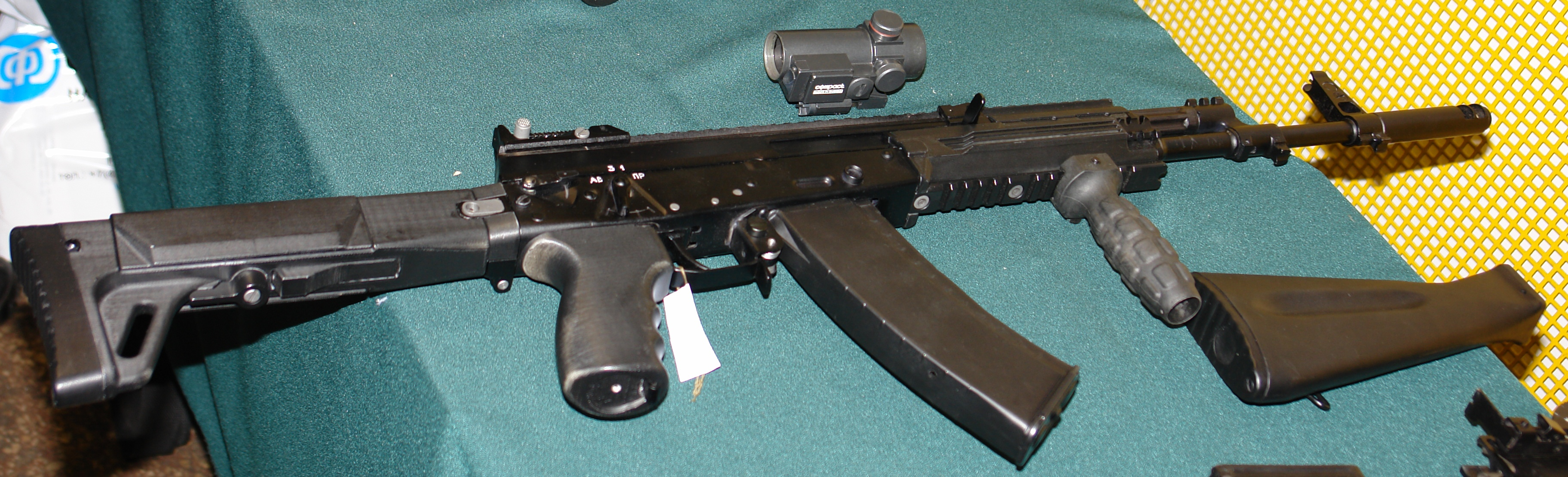
AK-12初始型突击步枪
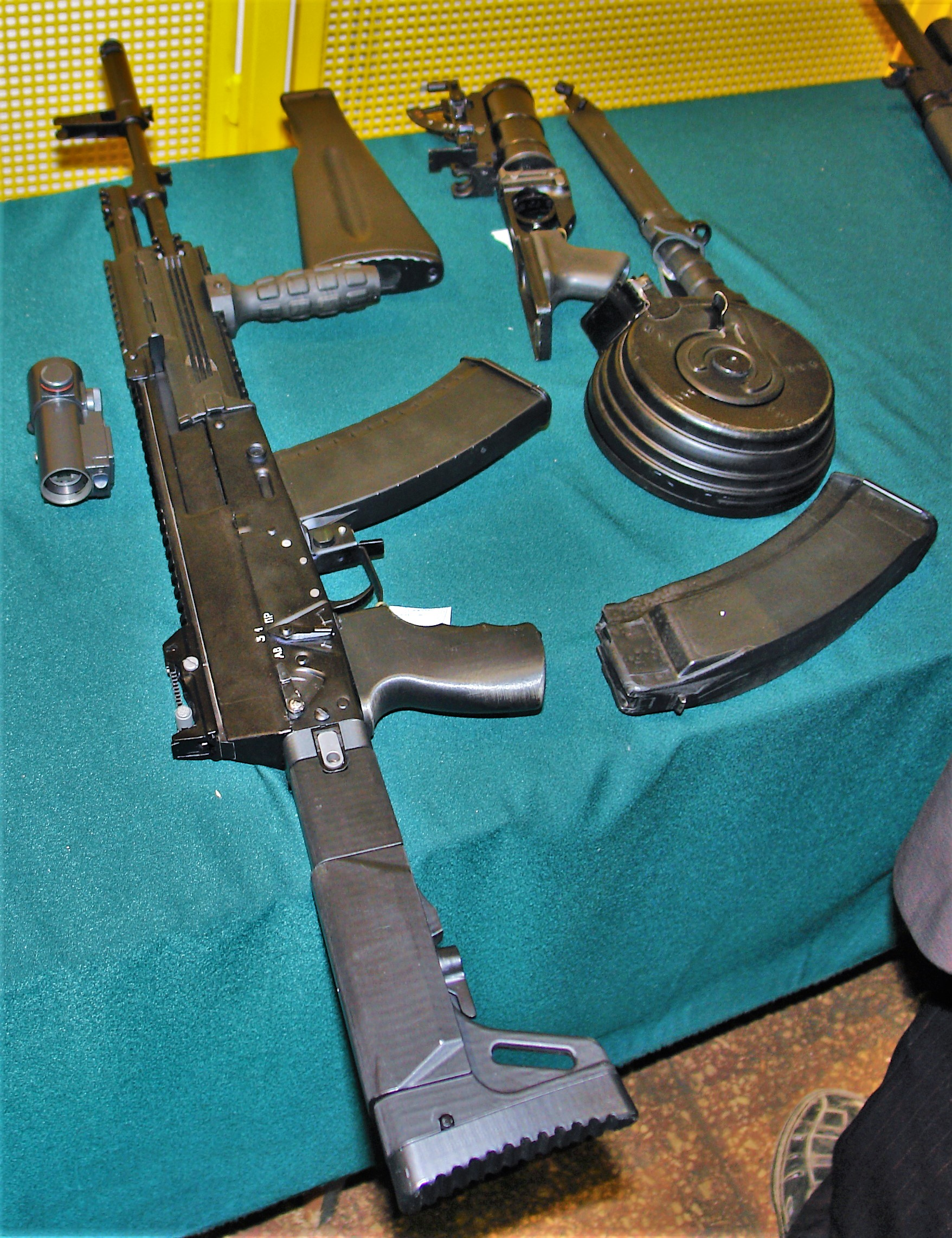
AK-12初始型與其專用的各種戰術配件
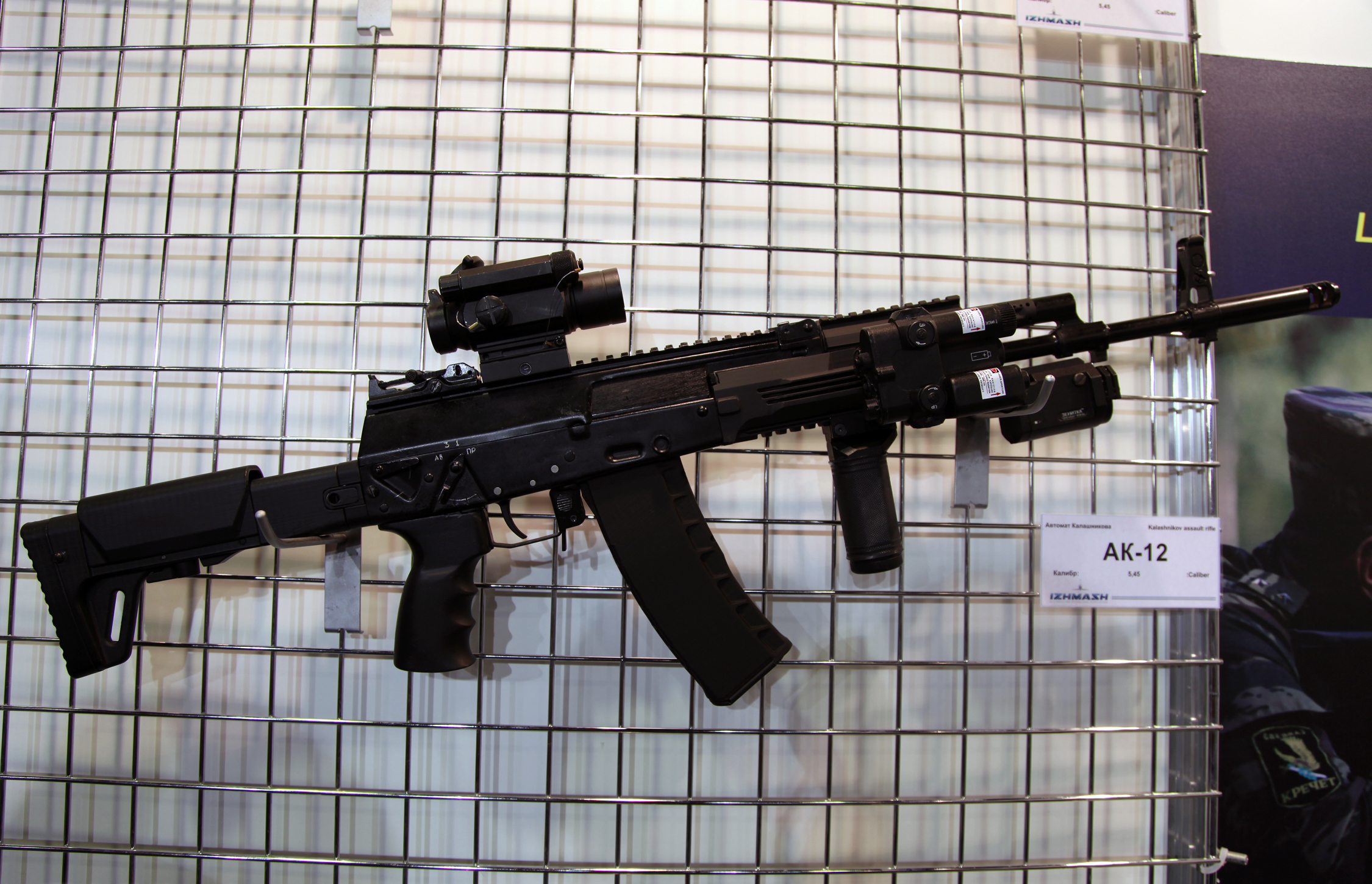
2012年工程技術國際論壇上裝上了紅點鏡、雷射瞄準器、戰術燈和寬型前握把的AK-12初始型突击步枪展出槍
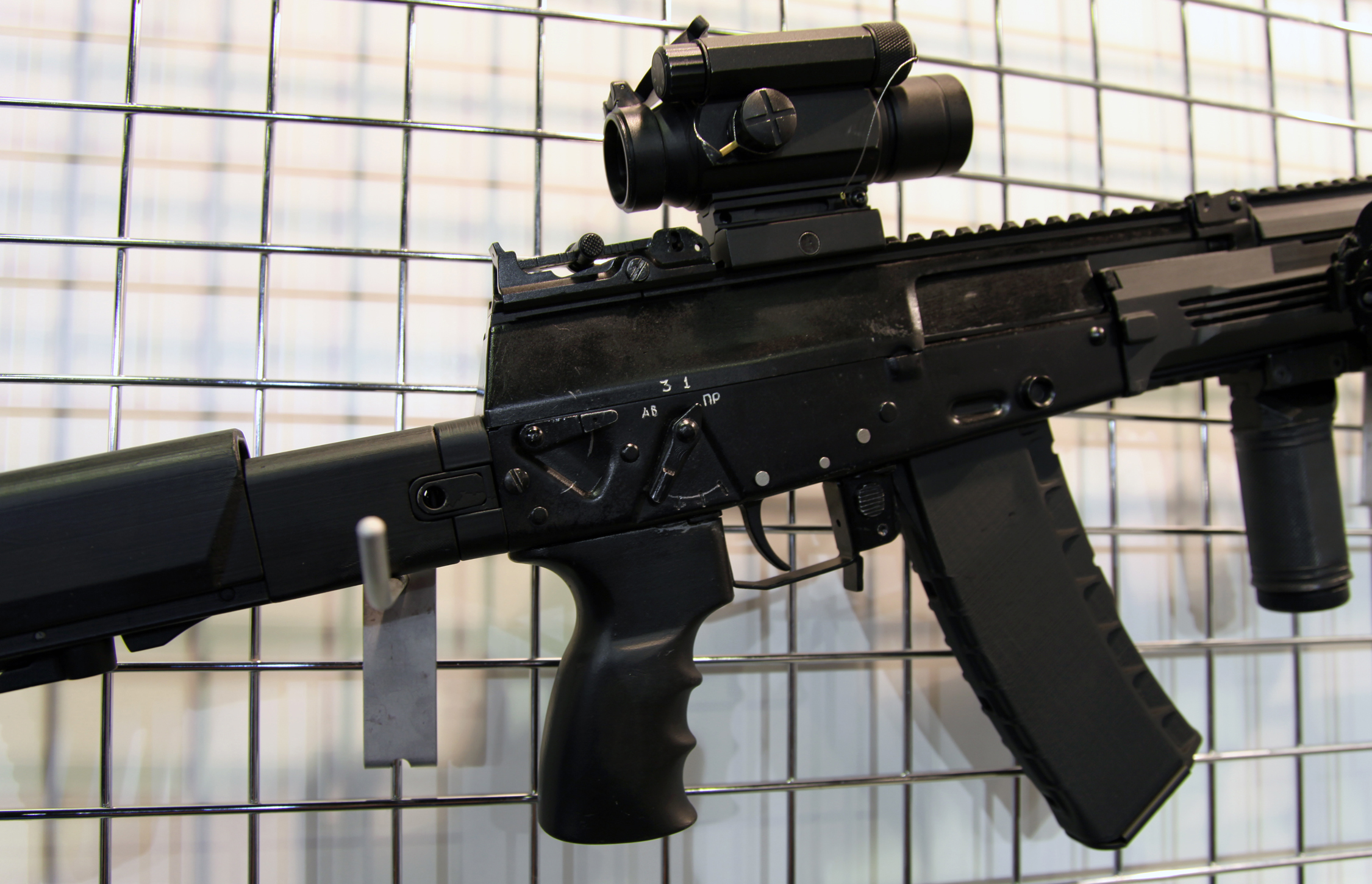
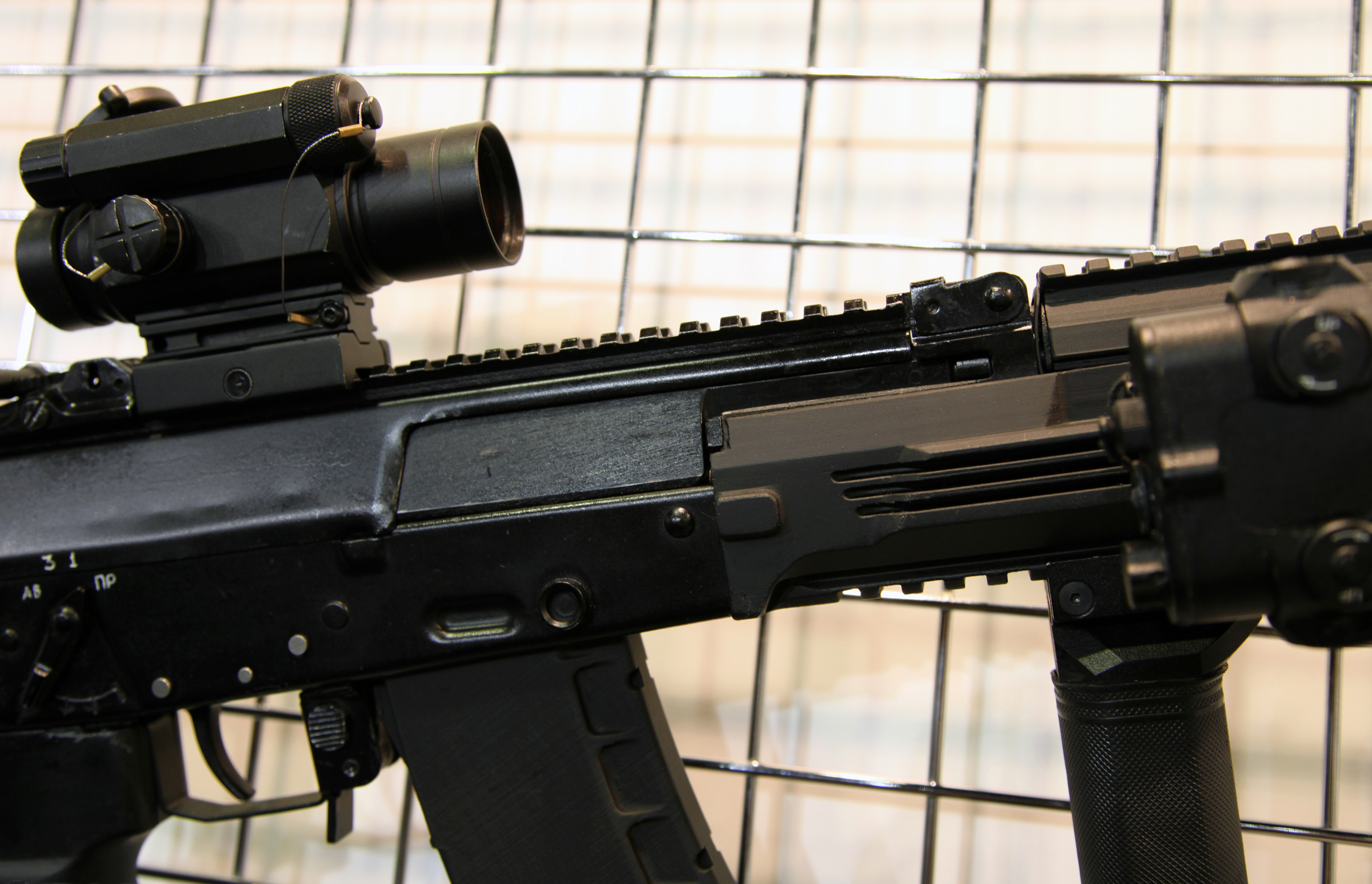
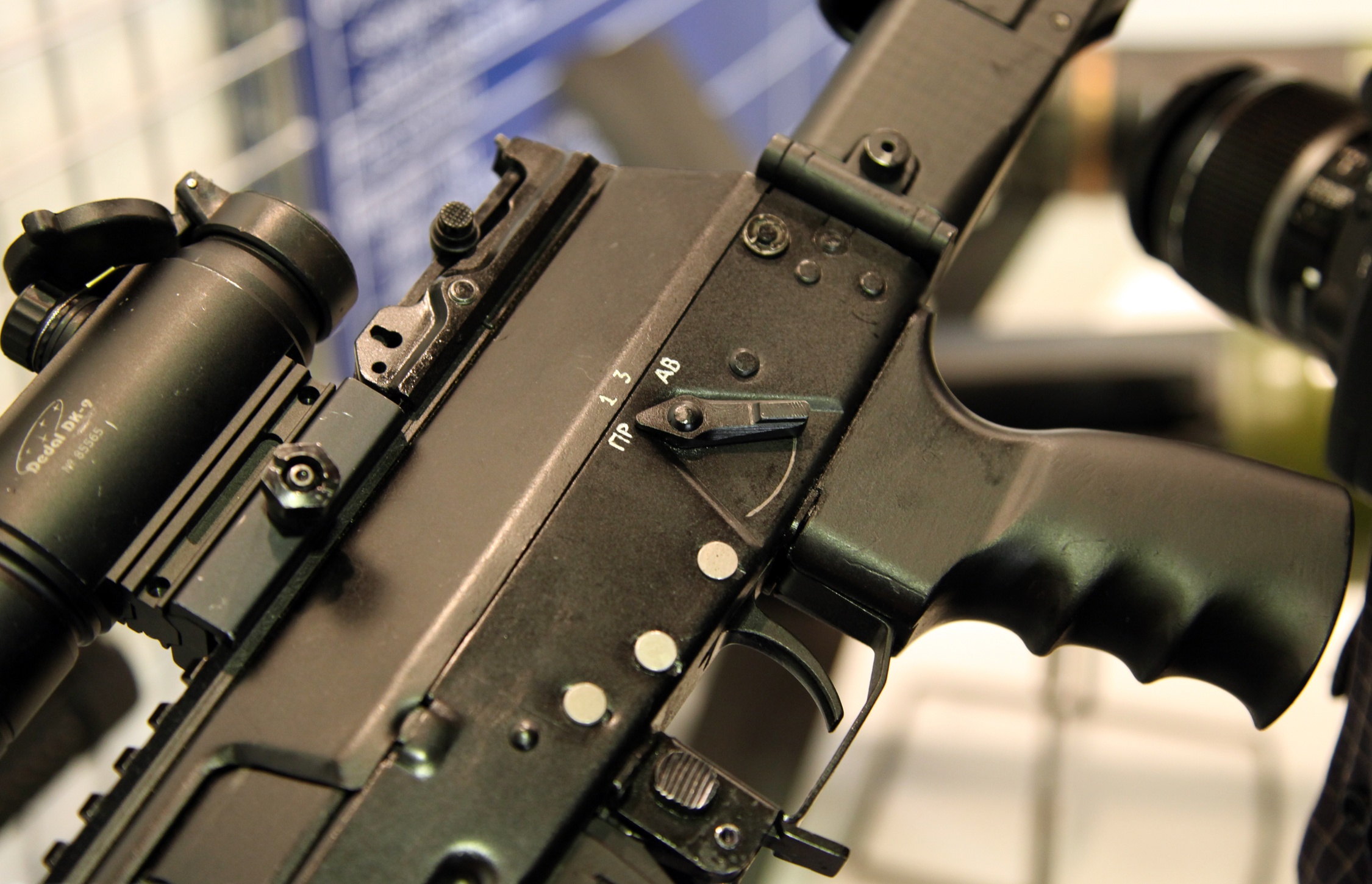
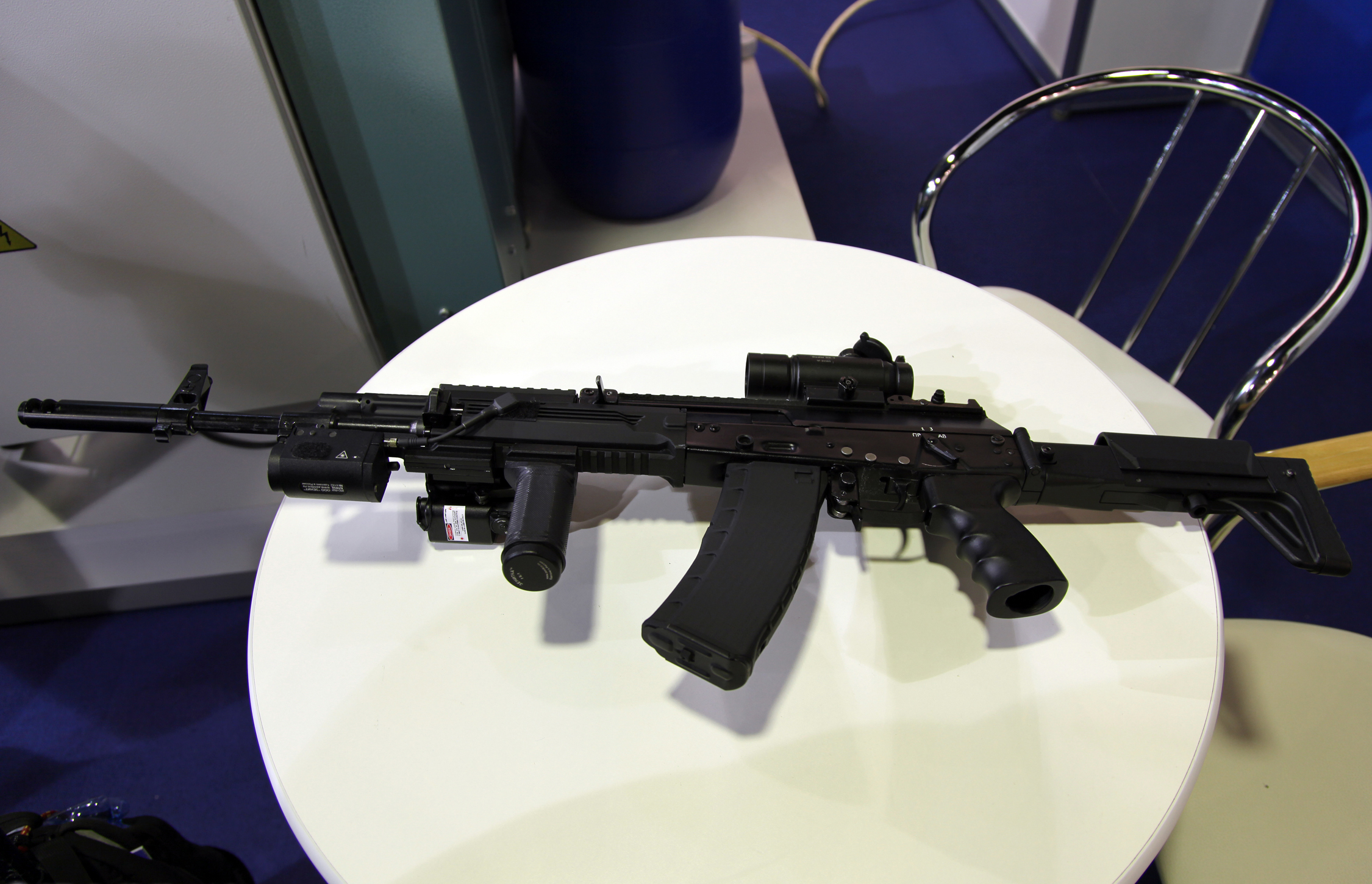
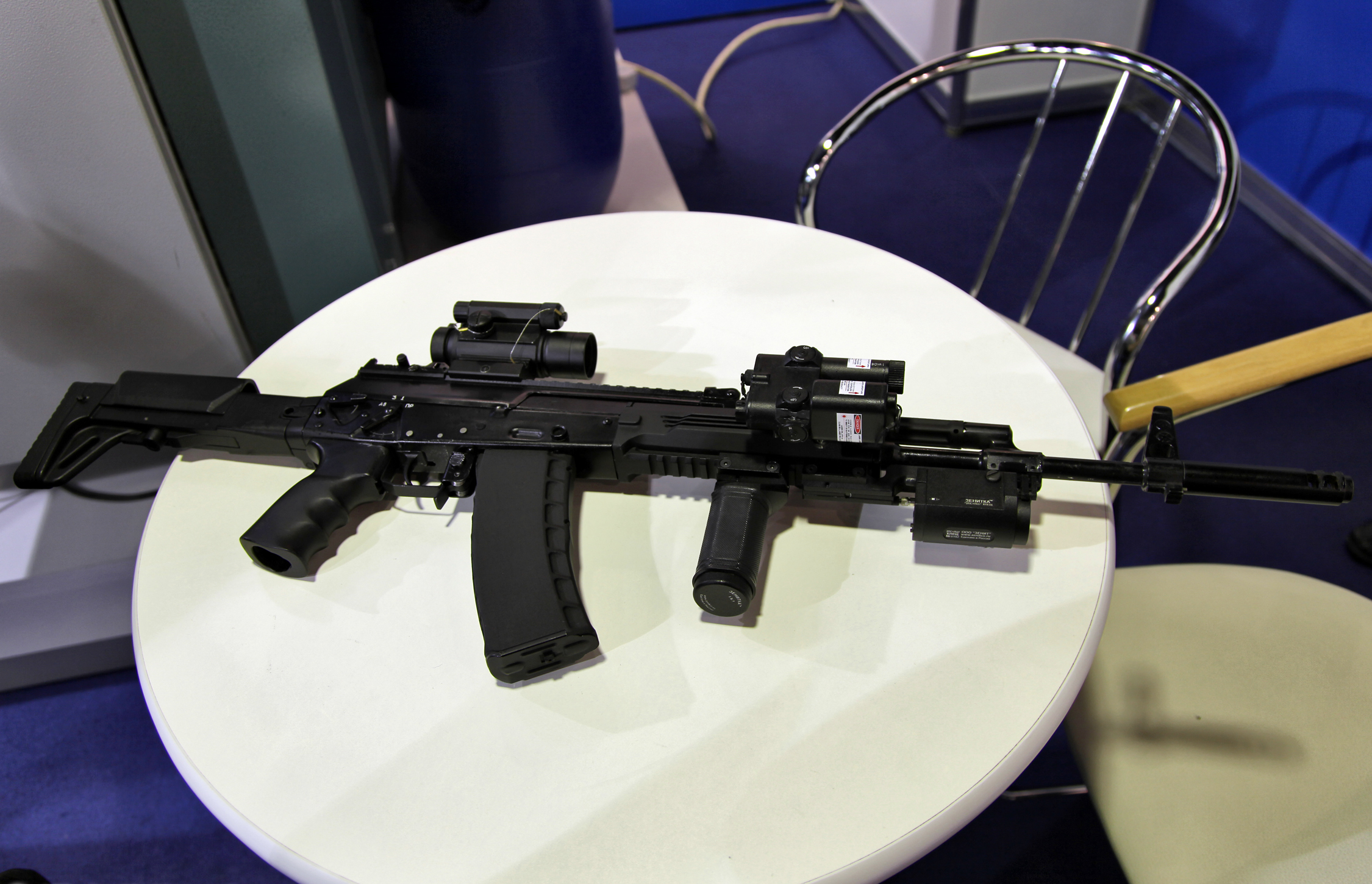
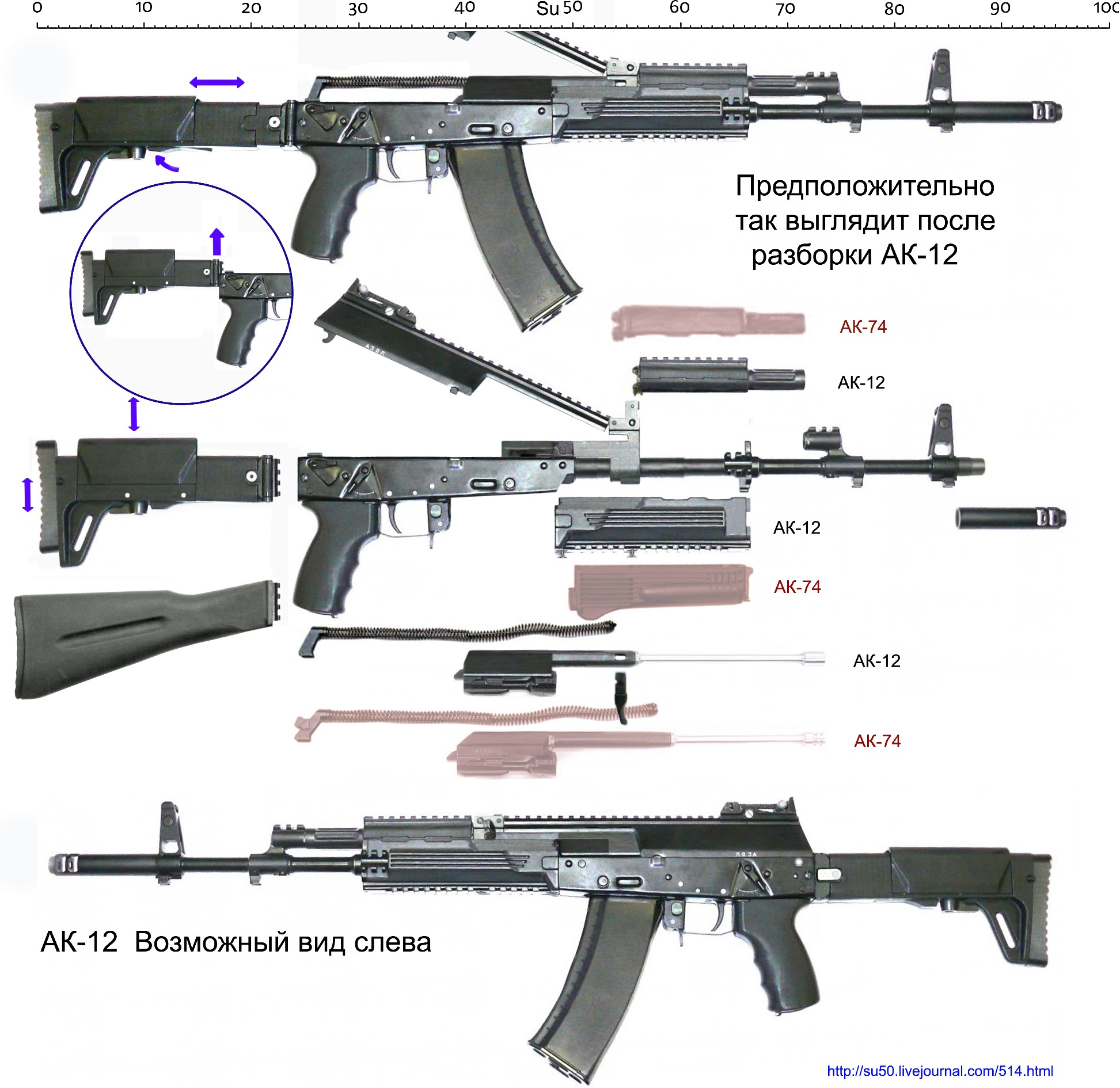
AK-12初始型和AK-74比較說明圖
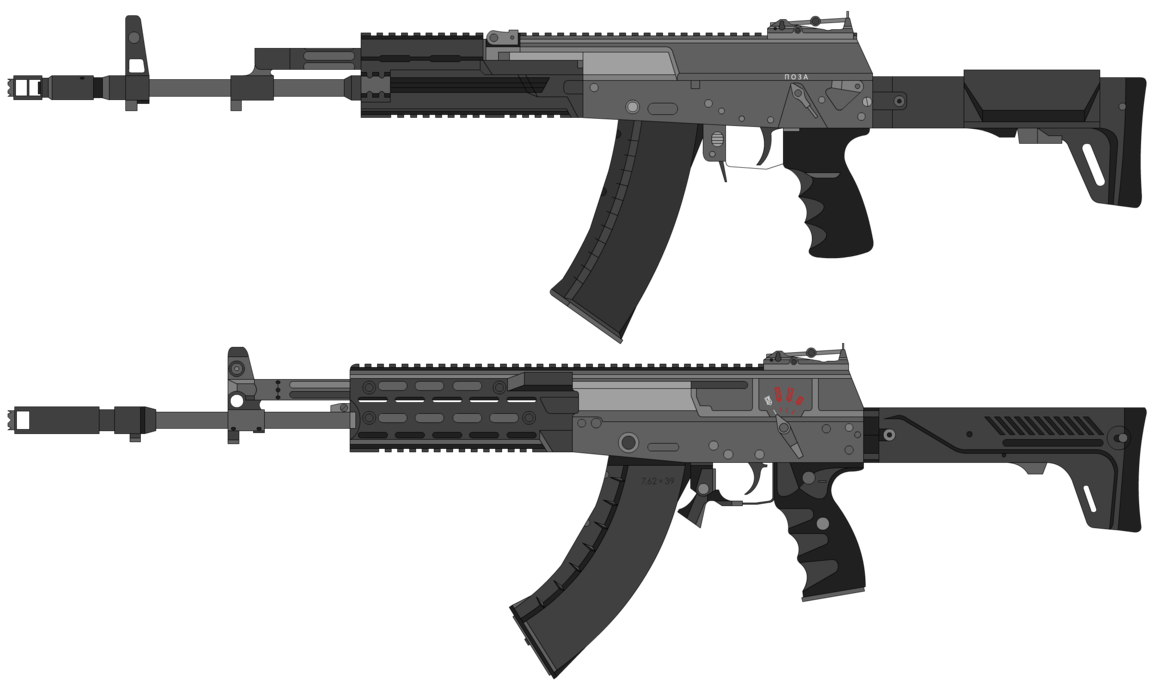
2012年版本的AK-12初始型樣槍和2015年版本的AK-12樣槍比較

- 2016年正式投產型

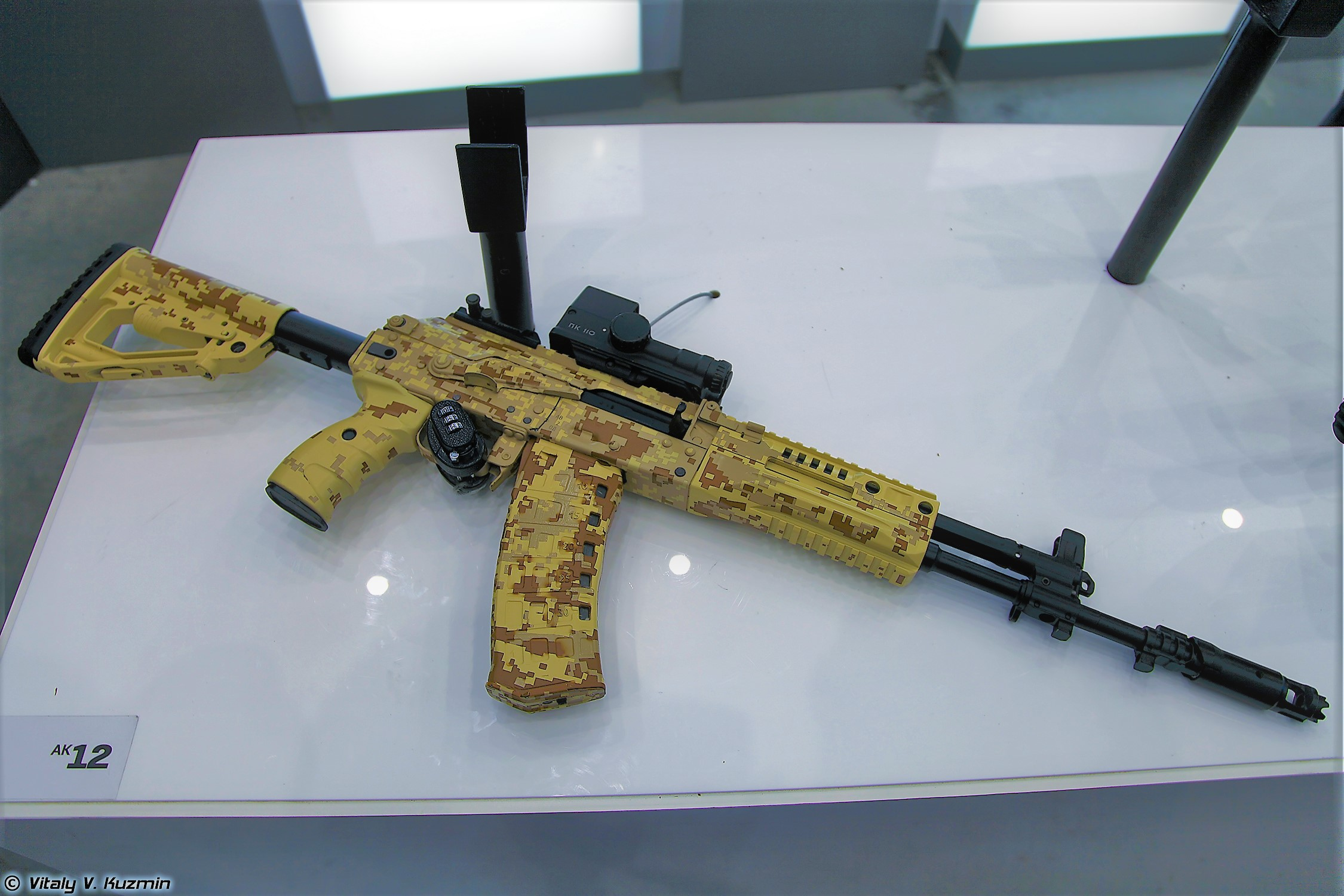
裝上全息瞄準鏡的AK-12
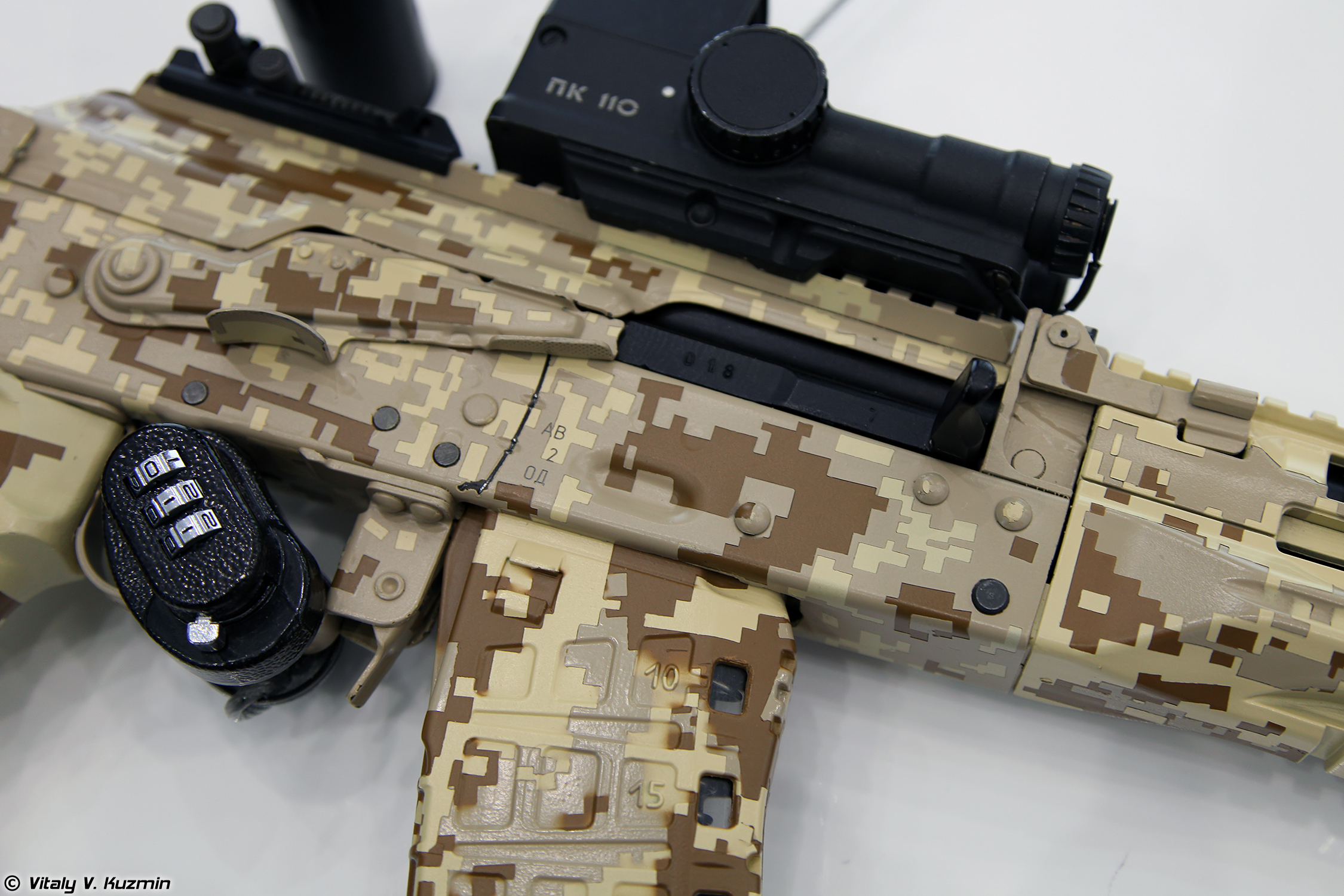
AK-12快慢機的細節
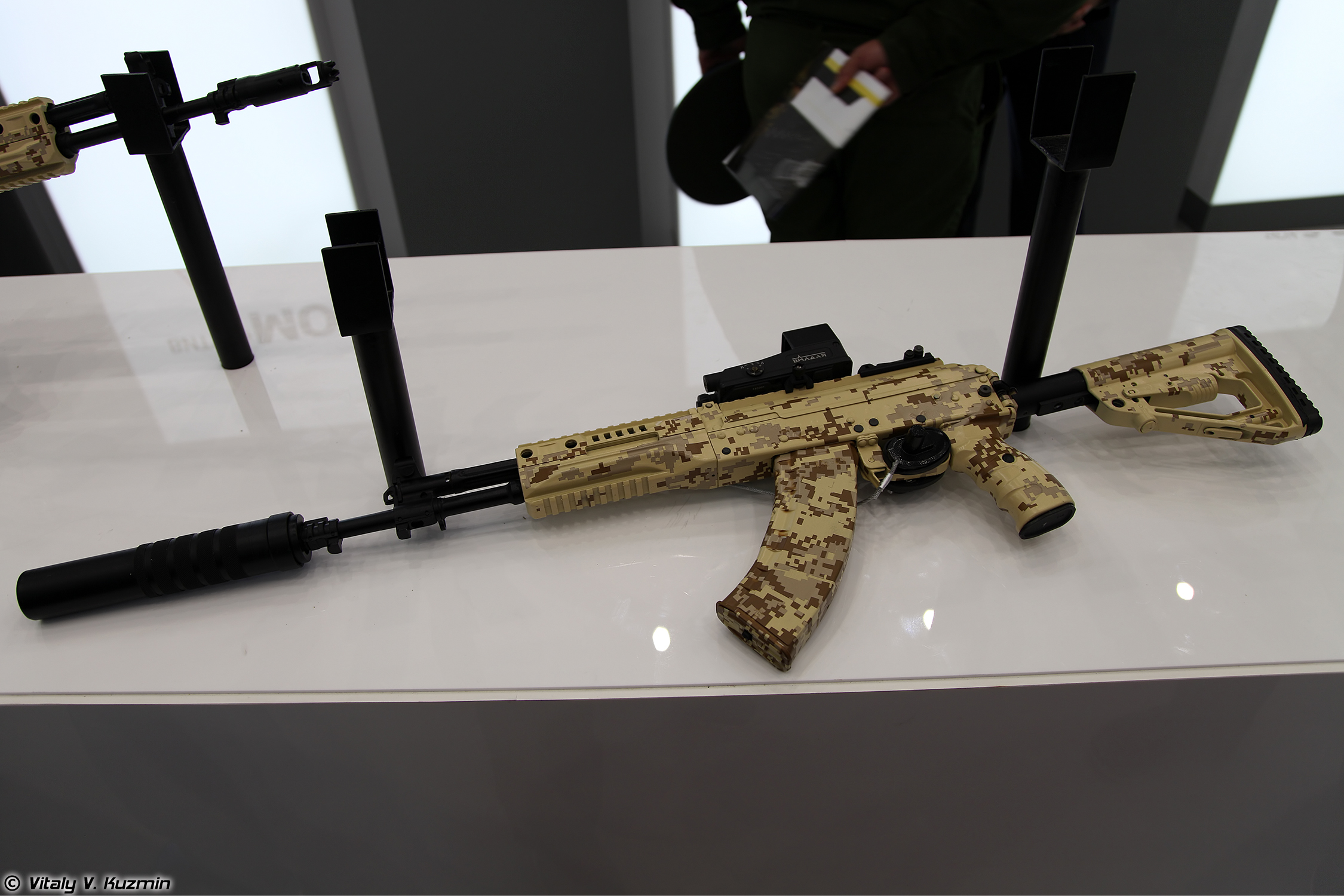
裝上抑制器和全息瞄準鏡的AK-15

## 外部連結
- （英文）—Modern Firearms—Kalashnikov AK-12 and AK-15 assault rifle（页面存档备份，存于）
  - Kalashnikov Kalashnikov AK-308 assault rifle（页面存档备份，存于）
  - Kalashnikov SVK Sniper Rifle（页面存档备份，存于）
- （英文）—The Voice of Russia—Putin praises new Kalashnikov assault rifle
- （英文）—RIA Novosti—Putin shown up-to-date Kalashnikov assault rifles（页面存档备份，存于）
- （英文）—The Firearm Blog.com—
  - AK-200 rifle: The 21st Century AK（页面存档备份，存于）
  - AK-12 Prototype Testing（页面存档备份，存于）
  - Fully Loaded Izhmash AK-12（页面存档备份，存于）
  - EXCLUSIVE: Civilian AK-12 Coming 2013 in .223 AND 12 Gauge（页面存档备份，存于）
  - AK-12 to be adopted in 2014（页面存档备份，存于）
  - Putin Inspects Kalashnikov AK-12, Transparent Russian AK Magazines, Latest AK-74M（页面存档备份，存于）
  - AK-12 Not Allowed In State Tests（页面存档备份，存于）
  - No Hope Of Getting An AK-12 Anytime Soon（页面存档备份，存于）
  - The New Russian Small Arms Program: “Warrior”（页面存档备份，存于）
  - AK-12, All Dressed Up For The Dance（页面存档备份，存于）
  - AK-12 To Be Produced in 6.5 Grendel?（页面存档备份，存于）
  - BREAKING: Kalashnikov Concern Has Launched The AK-12（页面存档备份，存于）
  - BREAKING: Russian Army Accepts Both AK-12 And AEK-971Archive.today的存檔，存档日期2017-11-12
  - The AK-12 In Action（页面存档备份，存于）
  - BREAKING NEWS: Russian Army To Standardize AK-12（页面存档备份，存于）
  - EXCLUSIVE: Alexey Krivoruchko, the CEO of the Kalashnikov Group, Has Answered YOUR Questions（页面存档备份，存于）
  - More Information On The AK-12（页面存档备份，存于）
  - Photo essay on Izhevsk（页面存档备份，存于）
  - LEAKED: Kalashnikov Concern’s New Dual-Feed 5.45mm SAW（页面存档备份，存于）
  - The Tactical Kalashnikov: The AK-12 In Full Auto（页面存档备份，存于）
  - Ratnik: Russia’s Warrior of The Future（页面存档备份，存于）
  - Vickers Goes to Russia to Play With AK-12（页面存档备份，存于）
  - Burst Selectors: Going the Way of the Dodo?（页面存档备份，存于）
  - BREAKING: Kalashnikov Concern Introduces New SVK Semiautomatic Designated Marksman’s Rifle（页面存档备份，存于）
  - More On Kalashnikov Concern’s New MA Compact Assault Rifle and SVK Marksman’s Rifle (and More!), via Modern Firearms（页面存档备份，存于）
- （英文）—Tactical-Life.com—Tomorrow’s AK: Kalashnikov Concern’s AK-12 Rifle（页面存档备份，存于）
- （英文）—Shotgun News.com—AK-12 in my Basement? Part VI Final Product
- （英文）—Kalashnikov 5: Brand-new AK-12 rifle unveiled（页面存档备份，存于）
- （英文）—Kalashnikov AK-12 rifle information
- （英文）—Military, Security and Civilian Guns and Equipment—
  - Kalashnikov AK-200（页面存档备份，存于）
  - Kalashnikov AK-12（页面存档备份，存于）
- （俄文）—Телекомпания НТВ. Оружейникам придется перевооружаться（页面存档备份，存于）
- （俄文）—Олег Вагин, «Новый калаш», Популярная механика № 5, май 2012 г.（页面存档备份，存于）
- （俄文）—В России начинаются испытания новейшего автомата Калашникова 02.11.2012（页面存档备份，存于）
- （英文）—YouTube上的Kalashnikov 5: AK-12 Rifle
- （俄文）—YouTube上的Putin praises new Kalashnikov AK-200 Assault rifle
- （英文）—Kalashnikov 5: Brand-new AK-12 rifle unveiled（页面存档备份，存于）
- （简体中文）—D Boy Gun World（槍炮世界）—AK-12系列发展经过（页面存档备份，存于）
  - AK-200突击步枪（页面存档备份，存于）
  - AK-12/AK-12K突击步枪 （页面存档备份，存于）
  - AK-15/AK-15K突击步枪 （页面存档备份，存于）
  - AK-308突击步枪 （页面存档备份，存于）
- （简体中文）—人民网—AK-200：世界枪族的“新靓仔”（页面存档备份，存于）
- （简体中文）—AK-200———卡拉什尼科夫枪族最新成员
- （简体中文）—弹弹党—俄罗斯“第五代”AK突击步枪——AK-12揭秘
- （简体中文）—輕兵器—高清图：卡拉什尼科夫最新AK-12步枪真容亮相
- （繁體中文）—人民網—
  - 俄研制AK-12第五代自動步槍 彈匣可裝60發子彈（页面存档备份，存于）
  - 俄推出新型AK-12式“卡拉什尼科夫”突擊步槍（页面存档备份，存于）
- （繁體中文）—新華網—新華軍事—俄國產最新型AK-12突擊步槍正式亮相（页面存档备份，存于）